# Gemäldegalerie (Berlin)

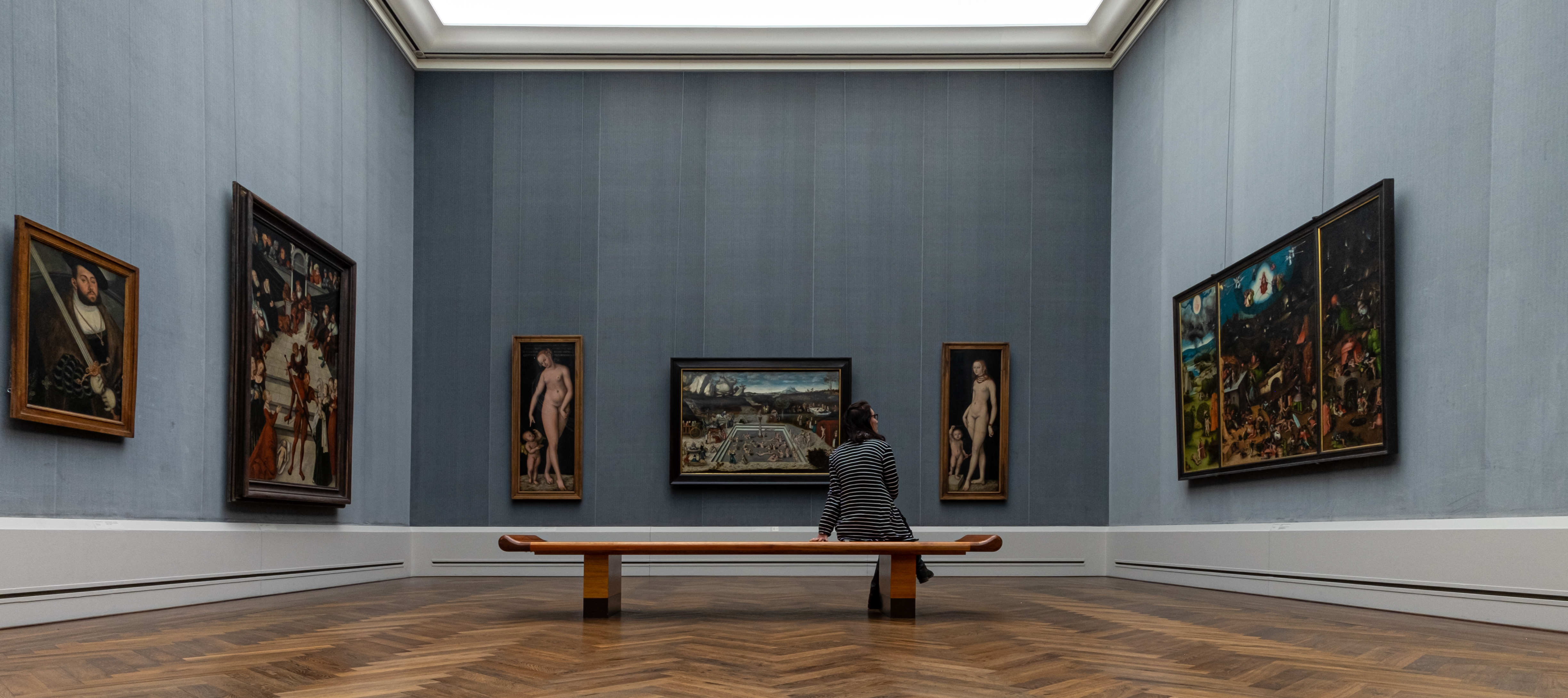
Gemäldegalerie Berlin, Saal III deutsche Malerei, Cranach (Foto: 2019)

Die Gemäldegalerie ist ein Kunstmuseum in Berlin. Sie ist Teil der Staatlichen Museen zu Berlin. Ihr 1998 fertiggestellter Bau befindet sich im Kulturforum Berlin.
Die Gemäldegalerie beherbergt Bestände alter europäischer Malerei vom 13. bis zum 18. Jahrhundert. Die Sammlung umfasst Meisterwerke von Künstlern wie Albrecht Dürer, Lucas Cranach, Hans Holbein, Rogier van der Weyden, Jan van Eyck, Raffael, Sandro Botticelli, Tizian, Caravaggio, Peter Paul Rubens, Rembrandt und Jan Vermeer. Die Gemäldegalerie wurde 1830 eröffnet. Die Sammlung in ihrer heutigen Form ist das Ergebnis einer ambitionierten zweihundertjährigen Sammlungspolitik, voller Erfolge und auch schmerzlicher Einschnitte.
Im Jahr 2019 verzeichnete die Gemäldegalerie 310.000 Besucher, nicht zuletzt dank der Sonderausstellung Mantegna und Bellini. Meister der Renaissance, die mit insgesamt 192.000 Besuchern die erfolgreichste Sonderausstellung des Jahres 2019 war.

## Gebäude

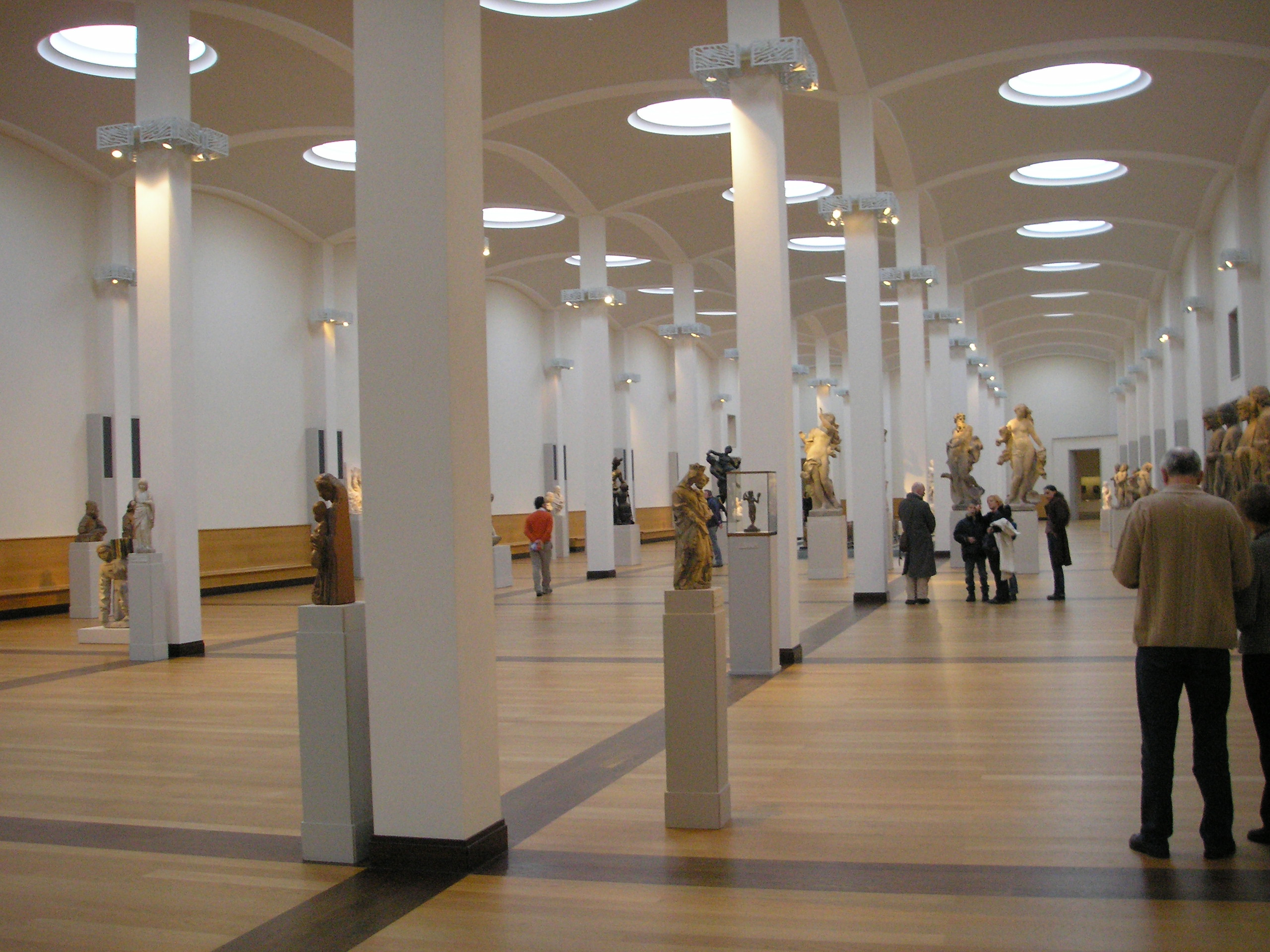
Zentrale Wandelhalle im Jahre 2006 mit einer zeitlich befristeten Ausstellung der Skulpturensammlung

Seit dem 12. Juni 1998 befindet sich die Berliner Gemäldegalerie in einem eigens für sie errichteten Museumsbau am Kulturforum, Sigismundstraße 4a. Das Gebäude wurde von den Architekten Hilmer & Sattler und Albrecht unter Einbeziehung der Villa Parey des Verlegers Paul Parey errichtet. Es hat einen annähernd rechteckigen Grundriss, dessen Nordfassade leicht nach außen gezogen wurde. Die Außenfassaden selbst bestehen aus dicht gefugten Terrakottaplatten, die über einem hohen Rustikasockel montiert wurden und so ein optisches Bild vermitteln, das sowohl an die italienische Renaissance als auch an den preußischen Klassizismus erinnert. Kern des Gebäudes ist eine von zwei Säulenreihen durchzogene Wandelhalle mit flachen Deckenwölbungen und 32 Klarglaskuppeln, in deren Zentrum sich die Brunneninstallation 5–7–9 Serie des amerikanischen Konzeptkünstlers Walter De Maria befindet. Die eigentlichen Ausstellungsräume, 18 Säle und 41 Kabinette legen sich hufeisenförmig in zwei Schichten um die Halle und werden im Normalfall nur durch Tageslicht (Oberlicht) erleuchtet. Sie umfassen eine Ausstellungsfläche von etwa 7000 Quadratmetern und bieten auf einem ca. zwei Kilometer langen Rundgang, mit etwa 1800 laufenden Metern Hängefläche, Platz für rund 900 Gemälde. Rund 400 weitere Bilder werden in einer zwölf Räume umfassenden Studiengalerie im Sockelgeschoss des Gebäudes gezeigt. Seit der Eröffnung des Bode-Museums im Jahr 2006 werden auch dort, zur optischen Verdeutlichung von kunstwissenschaftlichen Zusammenhängen, weitere 150 Gemälde im Zusammenspiel mit der Skulpturensammlung ausgestellt.
Die Ausschreibung für den Neubau geht auf das Jahr 1986 zurück. Der Neubau sollte ursprünglich nur die in Berlin-Dahlem aufbewahrten Bilder aufnehmen. Nach der Vereinigung mit der Gemäldegalerie auf der Museumsinsel im Jahr 1991 war jedoch klar, dass der geplante Neubau viel zu klein angelegt war, um den verdoppelten Bildbestand angemessen ausstellen zu können. Um jedoch die Zusammenlegung beider Sammlungen trotzdem so schnell wie möglich durchführen zu können, zeitraubende und teure Neuplanungen zu vermeiden sowie bereits bewilligte Baugelder nicht verfallen zu lassen, wurde die Galerie dennoch in der geplanten Form errichtet. Damit ein möglichst großer Querschnitt durch die Gesamtsammlung präsentiert werden konnte, wurde beschlossen, die Restaurierungswerkstätten, die im Sockelgeschoss untergebracht werden sollten, auszulagern und in den frei gewordenen Räumen, nach dem Vorbild der National Gallery in London, eine Studiengalerie anzulegen, in der im Wechsel weitere wichtige Werke der Sammlung gezeigt werden können. Die Hauptphase für Bau und Planung dauerte von 1992 bis 1998.

## Geschichte der Gemäldegalerie

### Planung und Aufbau

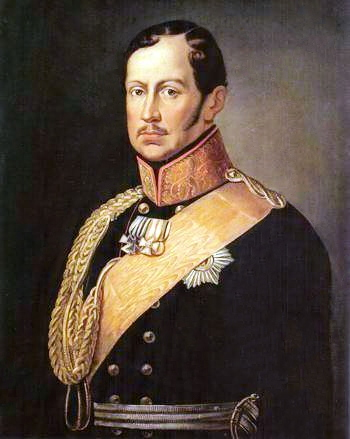
Friedrich Wilhelm III. legte mit dem Ankauf der Sammlung Giustiniani den Grundstock für die Gemäldegalerie

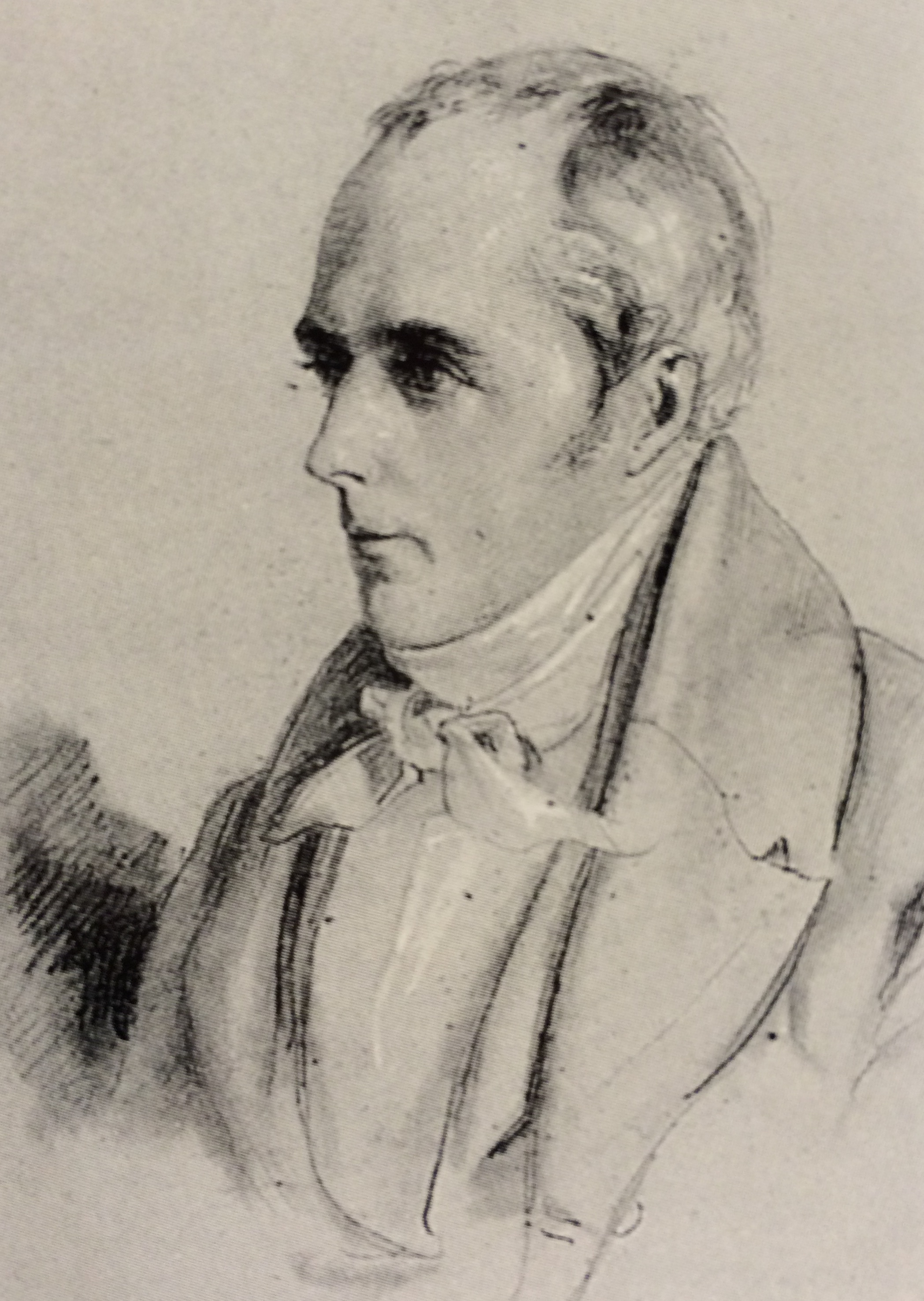
Edward Solly, dessen große Sammlung bis heute zum Kernbestand der Gemäldegalerie gehört

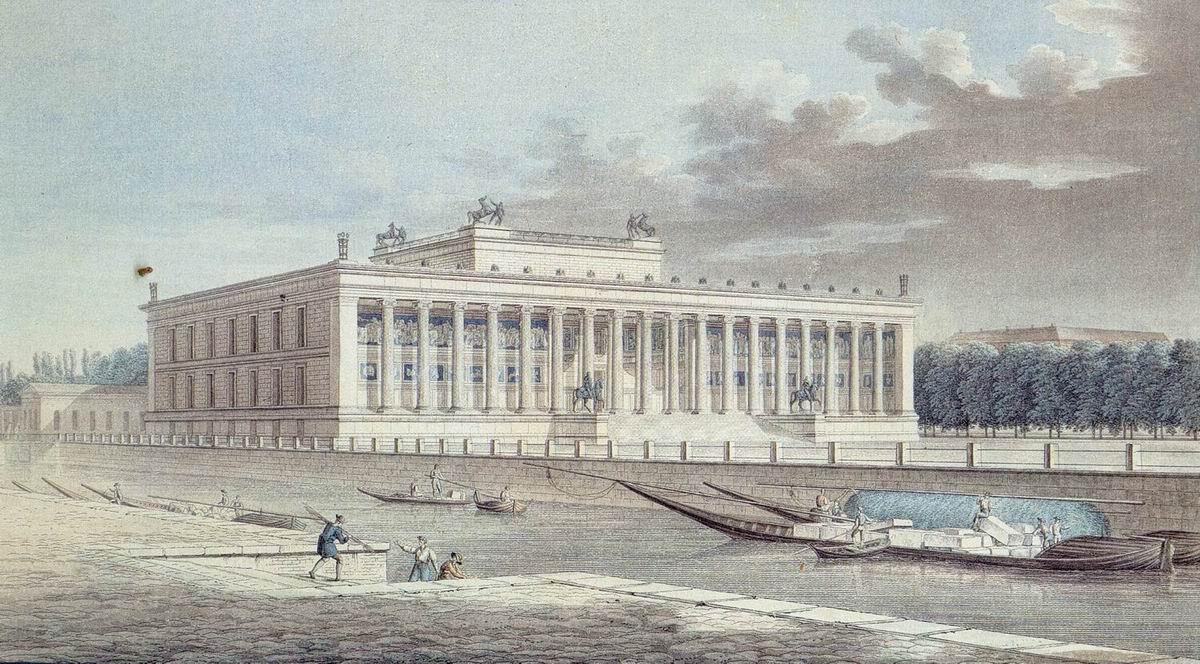
Das Alte Museum in Berlin gegen 1830 – Erste Heimat der Berliner Gemäldegalerie

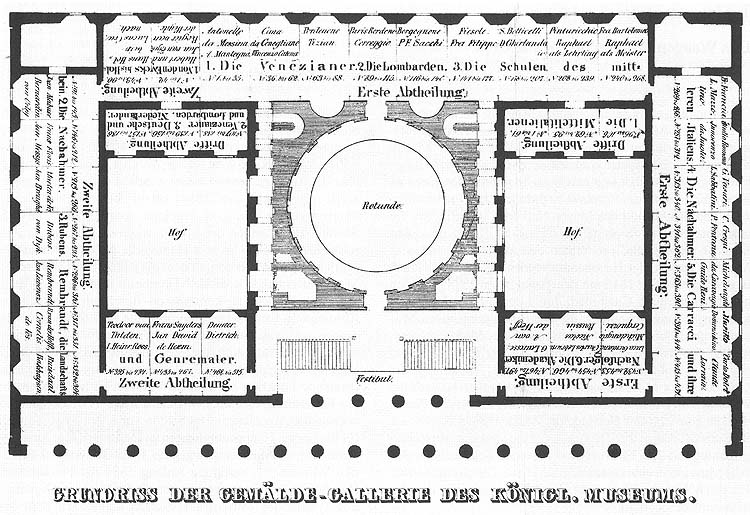
Grundrissplan der Gemäldegalerie im Obergeschoss des Alten Museums von 1830

Es ist die erste Sammlung alter europäischer Malerei, die von Anfang an nach streng kunsthistorischen Gesichtspunkten konzipiert wurde. Bereits im Jahr 1797 hatte der Archäologe Aloys Hirt die Gründung eines öffentlichen Berliner Bildungsmuseums der europäischen Kunstgeschichte angeregt, die sich, im Gegensatz zu repräsentativen Fürstensammlungen, streng an wissenschaftliche Prinzipien und Systematik orientieren sollte. Diese Idee stieß auf ein breites Echo und fand mit dem Architekten Karl Friedrich Schinkel und dem Gelehrten Carl Friedrich von Rumohr namhafte Befürworter. Doch im Gegensatz zu Hirt waren sie der Meinung, dass in erster Linie die Freude an der Kunst und erst dann die Belehrung stehen sollte. Schnell begann man damit, die Idee, die von Friedrich Wilhelm III. aktiv unterstützt wurde, in die Tat umzusetzen. Großzügig war der König bereit, dem neuen Museum zahlreiche Objekte aus seinem Besitz zur Verfügung zu stellen. Bei einer ersten Auswahl aus dem königlichen Gemäldebesitz traf Aloys Hirt 1812 eine Auswahl von etwa 650 Bildern, die er für geeignet für das geplante Museum hielt. Nach Beendigung der napoleonischen Kriege kehrten zahlreiche Kunstwerke, die von den Franzosen schon vor der Auswahl aus königlichem Besitz verschleppt worden waren, nach Preußen zurück, so dass Hirt die schon getroffene Auswahl um weitere 113 Bilder ergänzen konnte. Obwohl die königliche Sammlung bereits eine große Anzahl von Bildern hohen künstlerischen Ranges enthielt, wurde sie doch nicht den gestellten Ansprüchen gerecht, welche von einer nach wissenschaftlichen Prinzipien aufgebauten Sammlung erwartet wurden. Der Bildbestand war weit davon entfernt, einen enzyklopädischen Überblick über alle europäischen Malschulen bis zum 18. Jahrhundert zu bieten. Um diesem Wunsch gerecht zu werden, mussten noch zahlreiche Zukäufe getätigt werden.
1815 bot sich in Paris die erste Gelegenheit zu einer bedeutenden Erweiterung für die geplante Gemäldegalerie. Friedrich Wilhelm III. entdeckte dort die 155 von dem Pariser Kunsthändler Féréol Bonnemaison angebotenen Bilder aus der Sammlung Giustiniani. Durch einen glücklichen Zufall war der sonst als geizig bekannte Monarch gut bei Kasse und erwarb die Giustinani-Bilder für eine Summe von 540.000 Francs. Für weitere 64.000 Francs kaufte er, ebenfalls bei Bonnemaison, noch 14 weitere Bilder. Durch einen glücklichen Zufall entdeckte der König in Paris noch zwei weitere, ebenfalls zum Verkauf stehende Bilder der Giustiniani-Sammlung, die er ebenfalls noch erwerben konnte. In Berlin wurden die Bilder, die eigentlich zur qualitativen Bereicherung der königlichen Sammlung gedacht waren, zunächst an die Akademie übergeben, die sie 1816 öffentlich präsentierte. Noch im selben Jahr wurden erste Stimmen laut, die forderten, die Giustinani-Bilder sofort dem neuen Museum zuzuführen, und nicht in die königliche Sammlung zu integrieren.
Zur Ergänzung der Giustiniani-Sammlung, die bis auf wenige Ausnahmen vorwiegend Werke des italienischen Frühbarock enthielt, darunter Arbeiten von Caravaggio, den Carracci und Guido Reni, wurde nun der Erwerb der bekannten Heidelberger Sammlung Boisserée mit ihrer „vaterländischen Kunst“ vorgeschlagen. Trotz ernsthafter Bemühungen des preußischen Staates schlugen die Verhandlungen fehl. Stattdessen entschied man sich für den Ankauf der sehr viel bedeutenderen Gemäldesammlung des in Berlin lebenden englischen Kaufmanns Edward Solly, der ein guter Freund von Hirt und Schinkel war und von diesen beraten wurde. Zu seinen weiteren Beratern gehörten noch Rumohr und Gustav Friedrich Waagen. Bereits 1819 hatte er seine etwa 3000 Bilder umfassende Bildersammlung für einen Kredit an Preußen verpfändet. Unfähig, diesen zurückzuzahlen, begannen 1820 durch Vermittlung von Benjamin Wegner, Freund und Agent Sollys, die Verhandlungen über einen Ankauf der Sammlung, die 1821 abgeschlossen wurden. Für 500.000 Reichstaler gingen die Gemälde in preußischen Besitz über. Damit gelangte eine große Sammlung italienischer Bilder des 13. bis 16. Jahrhunderts, eine bedeutende Anzahl altniederländischer, altdeutscher Bilder und eine kleine Anzahl von Werken anderer Malschulen in den Besitz des geplanten Museums.
Etwa zur gleichen Zeit begannen auch die Planungen für einen repräsentativen Museumsbau, der die Sammlung später aufnehmen sollte. Anfänglich hatte man noch mit dem Gedanken gespielt, die Bilder dauerhaft im Akademiegebäude unterzubringen, doch dann setzten sich die Befürworter eines Neubaus durch. An ihrer Spitze stand unter anderem Schinkel, der ein Konzept für einen prächtigen Museumsbau vorlegte. Seine Pläne fanden eine Mehrheit, so dass am 24. April 1823 endgültig die Errichtung des heute Altes Museum genannten Bauwerks beschlossen wurde. Gleichzeitig nahm eine Expertenkommission ihre Arbeit auf, die eine Auswahl der später auszustellenden Bilder treffen sollte. Neben Schinkel und Hirt gehörte ihr, anfänglich noch als Gehilfe, Waagen an. 1828 wurde er dann festes Mitglied. Durch Diskrepanzen zwischen Schinkel und Hirt, es ging noch immer um die Frage, ob Bildung oder Freude an den Kunstwerken den Vorrang haben sollten, wurde die Kommission aufgelöst und 1829 durch eine neue ersetzt. Neben Schinkel und Waagen gehörten ihr nun auch Wilhelm von Humboldt, Christian Daniel Rauch, Richard Dähling, Wilhelm Wach, Jakob Schlesinger und Friedrich Tieck an. Federführend war dabei der zum Vorsitzenden ernannte Humboldt, der die künftige Organisationsstruktur des Museums entwarf. Gustav Friedrich Waagen fiel die direkte Auswahl für die auszustellenden Gemälde zu, womit er die Voraussetzung dafür schuf, dass er zum ersten Direktor der Gemäldeabteilung ernannt wurde. Unterstützt wurde er dabei von Carl Friedrich von Rumohr.
Parallel zu der Auswahl der Ausstellungsstücke wurden noch etwa 110 weitere Bilder angekauft. Bei einer abermaligen Durchsicht der Königlichen Sammlung traf man nun eine endgültige Auswahl für das Museum, die durch die zahlreichen eigenen Zugänge geringer ausfiel, als von Hirt veranschlagt. Die dort durch die Entnahme entstandenen Lücken wurden mit Bildern aus den Sammlungen Giustiniani und Solly aufgefüllt, die für das Museum als nicht geeignet bewertet worden waren.
Am 3. August 1830 wurde das Museum unter dem Namen Neues Museum eröffnet und kurz danach in Königliches Museum umbenannt. Die Gemäldesammlung umfasste damals 1198 Gemälde, die in der oberen Etage des Schinkelschen Museumsbaus ausgestellt wurden. Von den ausgestellten Gemälden kamen 378 aus der zuvor über zahlreiche Schlösser verstreuten Königlichen Sammlung, 677 Bilder aus der Sammlung Solly, 76 Bilder aus der Sammlung Giustiniani und der Rest aus sonstigen Erwerbungen. Präsentiert wurden die Bilder in drei Abteilungen, die Waagen folgendermaßen klassifizierte:
- Erste Abteilung. Italienische Schulen und denselben verwandte Kunstrichtungen. Die Akademiker.
- Zweite Abteilung. Die niederländischen und deutschen Schulen.
- Dritte Abteilung. Altertümer und kunsthistorische Merkwürdigkeiten.[23]

Während die ersten beiden Abteilungen dem historischen Kontext der Schulen nach ihrer Entstehungszeit folgten, enthielt die dritte Abteilung jene Werke, die aus verschiedenen, meist ästhetischen oder moralischen Gründen ausgesondert worden waren und nur ausgewählten Besuchern zugänglich gemacht wurden.
Der Eintritt in das Museum war frei, musste aber anfänglich vorher angemeldet werden.
| Sammlung Giustiniani | Sammlung Giustiniani |
| -------------------- | --- |
| Französische Meister | Claude Lorrain: Römische Ideallandschaft (428) • Nicolas Poussin: Landschaft mit Juno und Argus (463) • Simon Vouet: Verkündigung (479) |
| Holländische Meister | Willem van Aelst: Stillleben mit Rebhuhn; Ente und Goldammer (921) • Dirck van Baburen • Fußwaschung (1135) • Wouter Pietersz. Crabeth II.: Grablegung Christi (353) • Gerbrand van den Eeckhout: Darstellung Christi im Tempel (820) • Gerrit van Honthorst: Befreiung Petri (431) |
| Italienische Meister | Giovanni Baglione: Himmlischer und irdischer Amor (381) • Luca Cambiaso: Caritas (358) • Caravaggio: Bildnis einer jungen Frau (356); Christus am Ölberg (359); Hl. Matthäus mit Engel (365); Amor als Sieger (369) • Annibale Carracci: Christus am Kreuz (372 A); Römische Flusslandschaft (372) • Ludovico Carracci: Madonna mit Lamm (361) • Dosso Dossi: Hl. Familie (227) • Domenico Ghirlandaio: Judith (21) • Giovanni Lanfranco: Der hl. Karl Borromäus (386) • Lorenzo Lotto: Bildnis eines Architekten (153); Bildnis eines jungen Mannes (182); Bildnis eines jungen Mannes (320) • Palma il Vecchio: Hl. Familie (183) • Guido Reni: Johannes der Ev. (257); Paulus und Antonius in der Wüste (373) • Domenico Tintoretto: Ein Prokurator von S. Marco (298) • Paolo Veronese: Der tote Christus mit zwei Engeln (295) |

| Sammlung Solly             | Sammlung Solly |
| -------------------------- | --- |
| Altniederländische Meister | Pieter Aertsen: Kreuzigung Christi (726) • Petrus Christus: Bildnis einer jungen Frau (532) • Gerard David: Christus am Kreuz (573) • Jan van Eyck: Die gerechten Richter (512); Die Streiter Christi (513); Singende Engel (514); Musizierende Engel (515); Heilige Einsiedler (516); Heilige Pilger (517); Johannes d. T. (518); Der Stifter Jodocus Vydt (519); Erzengel Gabriel (520); Maria (521); Isabella Vydt (522); Johannes d. Ev. (523) • Jan Gossaert: Neptun und Amphitrite (648); Madonna (650); Sündenfall (661) • Adriaen Isenbrant: Madonna (554); Ruhe auf der Flucht nach Ägypten (621) • Quinten Massys: Bildnis eines jungen Mannes (574) • Joachim Patenier: Ruhe auf der Flucht nach Ägypten (608) |
| Deutsche Meister           | Albrecht Altdorfer: Diptychon (638) • Lucas Cranach d. Ä.: Hl. Hieronymus (565); Kardinal Albrecht von Brandenburg (589); Pfalzgraf Philipp bei Rhein (601); Junger Patrizier (618); Katharina von Bora (637) • Lucas Cranach d. J.: Leonhard Badehorn (614) • Hans Holbein d. J.: Georg Gisze (586) • Georg Pencz: Erhard Schwetzer (582); Elisabeth Schwetzer (587) |
| Französische Meister       | Nicolas Poussin: Selbstbildnis (1488) |
| Holländische Meister       | Ferdinand Bol: Neptun und Amphitrite (809); Venus und Amor (1279) • Pieter Claesz: Stillleben (948) • Cornelis Cornelisz. van Haarlem: Bathseba im Bade (734) • Jan van Goyen: Dünenlandschaft (865); Flusslandschaft (901) • Simon Kick: Elisa weigert sich, die Geschenke Naemans anzunehmen (826) • Pieter Lastman: Ruhe auf der Flucht nach Ägypten (747) • Rembrandt: Jakob ringt mit dem Engel (828) • Matteus Stomer: Esau verkauft sein Erstgeburtsrecht (434) • Joachim Anthonisz. Wtewael: Loth und seine Töchter (1704) |
| Italienische Meister       | Fra Angelico: Madonna (60) • Antonello da Messina: Bildnis eines jungen Mannes (18) • Bacchiacca: Taufe Christi (267); Enthauptung Johannes d. T. (1539) • Fra Bartolomeo: Himmelfahrt Mariae (249) • Gentile Bellini: Madonna (1180) • Giovanni Bellini: Beweinung Christi (4); Madonna (11); Altarretabel und drei Heilige (20); Der tote Christus mit zwei Engeln (28); Madonna (1177) • Giovanni Antonio Boltraffio: Hl. Barbara (207); Auferstehung Christi (90 B) • Paris Bordone: Thronende Madonna mit vier Heilige (177); Thronende Madonna mit vier Heiligen (191) • Sandro Botticelli: Madonna mit Leuchtertragenden Engeln (102); Hl. Sebastian (1128) • Francesco Botticini: Christus am Kreuz mit vier Heiligen (70 A) • Giovanni Cariani: Bildnis eines jungen Mannes (188) • Vittore Carpaccio: Madonna mit zwei Heiligen (14); Weihe des hl. Stephanus (23) • Vincenzo Catena: Madonna mit Heiligen (19); Segnender Christus (1184); Madonna (III. 126) • Lorenzo Costa der Ältere: Darstellung Christi im Tempel (114); Beweinung Christi (115) • Lorenzo di Credi: Anbetung des Kindes (89); Anbetung des Kindes (100); Hl. Maria Ägyptiaca (103) • Bernardo Daddi: Altartafel (573) • Francesco Francia: Madonna in der Glorie von Heiligen verehrt (122); Hl. Familie (125) • Agnolo Gaddi: Triptychon (1039); Vier Heilige (1138); Madonna mit Heiligen (III. 72) • Raffaellino del Garbo: Thron. Madonna mit vier Heiligen (87); Thron. Madonna mit zwei Engeln und zwei Heiligen (98) • Domenico Ghirlandaio: Der hl. Vincentius Ferrerius (74); Der hl. Antonius (76) • Luca Giordano: Euklid (452); Archimedes (453) • Giotto di Bondone: Kreuzigung Christi (1074) • Filippino Lippi: Madonna (82); Christus am Kreuz mit Maria und dem hl. Franziskus (96); Madonna (101) • Fra Filippo Lippi: Anbetung im Walde (69); Schutzmantelmadonna (95) • Pietro Lorenzetti: Die hl. Humilitas heilt Kranke (1077); Eiswunder der hl. Humilitas (1077A); Thron. Madonna mit Heiligen (1384) • Lorenzo Monaco: Thron. Madonna mit zwei Heiligen und vier Engeln (1119); Enthauptung der hl. Katharina v. Alexandrien (1063); Geburt Christi (1113) • Lorenzo Lotto: Die Hll. Sebastian und Christophorus (323); Christi Abschied von seiner Mutter (325) • Andrea Mantegna: Darstellung Christi im Tempel (29) • Maso di Banco: Madonna (1040); Der hl. Antonius Eremita (1529); Der hl. Johannes d.T. (1530) • Matteo di Giovanni: Madonna mit Heiligen (1127); Madonna mit Heiligen (1441) • Palma il Vecchio: Madonna (31) • Parmigianino: Taufe Christi (1179) • Piero di Cosimo: Anbetung des Kindes (204) • Pietro Perugino: Madonna (108) • Pintoricchio: Madanonna mit hl. Hieronymus (1481) • Raffael: Madonna Solly (141) • Luca Signorelli: Zwei Altartafeln mit je drei Heiligen (79) • Gherardo Starnina: Altarflügel mit zwei heiligen und Stifter (1123) • Taddeo di Bartolo: Die Hl. Dreifaltigkeit (III.44) • Domenico Tintoretto: Ein Prokurator von S. Marco (1181) • Tizian: Selbstbildnis (163) • Cosmè Tura: Thron. Madonna mit vier Heiligen (111); Der hl. Sebastian (1170 B); Der heilige Christophorus (1170 C) • Giorgio Vasari: Amor und Psyche (339) • Marco Zoppo: Thron. Madonna mit Heiligen (1170) |

| Königliche Schlösser       | Königliche Schlösser |
| -------------------------- | --- |
| Altniederländische Meister | Pieter Aertsen: Funge Frau mit Kind auf der Schulter (719) • Maerten van Heemskerck: Mommus tadelt die Werke der Götter (655) |
| Deutsche Meister           | Lucas Cranach d. Ä.: Kardinal Albrecht von Brandenburg (559); Flügelaltar: Das Jüngste Gericht (563); Sündenfall (567); Johann Friedrich I. der Großmütige (590); Jungbrunnen (592); Venus und Amor (594); Venus und Amor als Honigdieb (1190) • Angelika Kauffmann: Bacchantin (499) |
| Flämische Meister          | Jan Brueghel d. J.: Schmiede des Vulkan (678); Landschaft mit hl. Hubertus (765) • Anthonis van Dyck: Verspottung Christi (770); Beweinung Christi (778); Die beiden Johannes (799) • Jan Fyt: Diana neben erlegtem Wild (967); Die Rehhatz (989) • Jacob Jordaens: Lustige Gesellschaft (879) • Peter Paul Rubens: Krönung Mariae (762); Kind mit Vogel (763); Diana auf der Hirschjagd (774); Thron. Madonna mit Heiligen (780); Die hl. Cäcilie (781); Auferweckung des Lazarus (783); Perseus befreit Andromeda (785); Drei Reiter (797); Madonna (917) • Daniel Seghers: Blumengirlande mit Madonna und Johannesknaben (978) • David Teniers d. J.: Puffspieler im Wirtshaus (856); Der Maler mit seiner Familie (857); Versuchung des hl. Antonius (859); Versuchung des hl. Antonius (866) |
| Französische Meister       | Nicolas Poussin: Jupiter als Kind von der Ziege Amalthea genährt (467); Helios und Phaeton mit Saturn und den vier Jahreszeiten (478) • Antoine Watteau: Die franz. Komödie (468); Die ital. Komödie (470) |
| Holländische Meister       | Nicolaes Pietersz. Berchem: Düstere Winterlandschaft (836); Landschaft mit mythologischer Szene (887); Halt vor dem Wirtshaus (890); Halt vor der Schmiede (896) • Gerard Dou: Allegorie der Habgier (843); Rembrandts Mutter (847) • Gerbrand van den Eeckhout: Merkur und Argus (829) • Jan Davidsz. de Heem: Gemalter Rahmen mit Früchten und Blumen (963) • Gerrit van Honthorst: Amalia v. Solms (1017) • Salomon Koninck: Geistlicher im Studierzimmer (819); Berufung Matthäus (822) • Pieter Lastman: Taufe des Kämmerers (677) • Jan Lievens: Abendlandschaft (818) • Jan Miense Molenaer: Bänkelsänger (946); Dorfschenke (949) • Adriaen van Ostade: Alte Frau vor Hausmauer (841); Raucher (855 A) • Cornelis van Poelenburgh: Amaryllis bekränzt Myrtill (956) • Rembrandt: Simson bedroht seinen Schwiegervater (802); Frau des Tobias mit Ziege (805); Der Traum Josephs (806); Selbstbildnis (810); Moses zerschmettert die Gesetzestafeln (811); Raub der Proserpina (823); Minerva (828 A) • Jacob van Ruisdael: Bewegte See bei aufsteigendem Wetter (884) • Hügellandschaft mit Eichen (885) • Emanuel de Witte: Innenansicht einer Kirche (898) • Philips Wouwerman: Reiterschule am Ufer eines Flusses (899) • Halt einer Jagdgesellschaft am Fluss (900); Der Heuwagen (903) |
| Italienische Meister       | Jacopo Bassano: Der barmherzige Samariter (314) • Pompeo Girolamo Batoni: Vermählung Amors und Psyche (504) • Paris Bordone: Schachspieler (169) • Giovanni Cariani: Ruhende Frau in einer Landschaft (185) • Antonio da Correggio: Leda (218) • Carlo Dolci: Hl. d. Ev. (423) • Luca Giordano: Urteil des Paris (441) • Pietro Liberi: Diana und Aktäon (455) • Bernardino Luini: Madonna (217) • Francesco Melzi: Vertumnus und Pomona (222) • Palma il Veccio: Mann im Hermelinpelz (174); Danae (I.354) • Guido Reni: Venus und Amor (377) • Sebastiano Ricci: Bathseba im Bade (454) • Tizian: Bildnis eines jungen Mannes (301) • Giorgio Vasari: Die Apostel Petrus und Johannes segnend (334) |

| Sonstige Erwerbungen       | Sonstige Erwerbungen |
| -------------------------- | --- |
| Altniederländische Meister | Michiel Coxcie: Kreuzabnahme Christi (534) • Maerten van Heemskerck: Mommus tadelt die Werke der Götter (655) • Quinten Massys: Thron. Madonna (561) |
| Deutsche Meister           | Christoph Amberger: Kaiser Karl V. (556); Sebastian Münster (583) • Hans Baldung: Kreuzigung Christi (603) • Lucas Cranach d. Ä.: Apollo und Diana in waldiger Landschaft (564); Sündenfall (566) • Georg Pencz: Bildnis eines jungen Mannes (585) |
| Holländische Meister       | Willem van Aelst: Stillleben mit Schnepfen, Stieglitz und Steinhühnern (961) • Gerard ter Borch: Die väterliche Ermahnung (791) |
| Italienische Meister       | Sandro Botticelli: Thronende Madonna (106) • Francesco Botticini: Krönung Mariae (72) • Bernardo Daddi: Versuchung des hl. Thomas v. Aquino (1094) • Domenichino: Vincenzo Scamozzi (375) • Lippo Memmi: Verkündigung mit sechs Heiligen (1142) • Lorenzo Monaco: Abendmahl (1108) • Davide Ghirlandaio: Junge Frau im Profil (83); Junger Mann im Profil (86) • Andrea Mantegna: Kardinal Lodovico Trevisano (9) • Piero di Cosimo: Venus, Mars und Amor (107) • Raffael: Madonna mit zwei Hll. (145) • Andrea del Sarto: Bildnis einer jungen Frau (240) • Taddeo di Bartolo: Maria der Verkündigung (1083) |

### Ära Gustav Friedrich Waagen

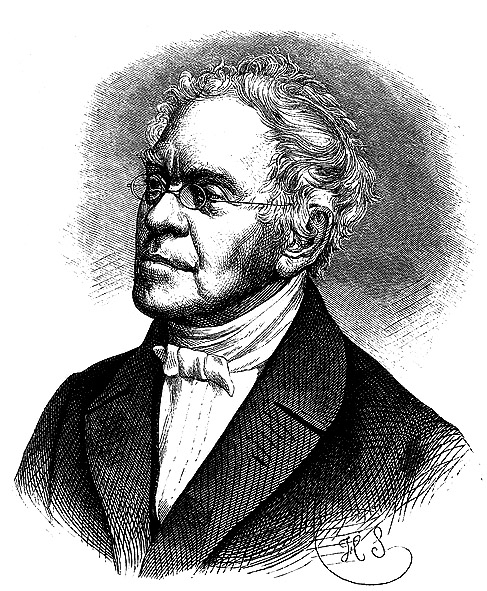
Gustav Friedrich Waagen; Erster Direktor der Berliner Gemäldegalerie

Schon kurz nach der Eröffnung war klar, dass das neue Museum keine abgeschlossene Sammlung sein würde. Wilhelm von Humboldt forderte darum einen jährlichen Etat für Neuerwerbungen, um die jetzt noch bestehende Lücken schließen zu können. Der König genehmigte einen Etat von jährlich 20.000 Talern, von denen allerdings jeweils 1000 Taler an jährlichen Gehaltszahlungen abgingen. Dieser Etat blieb im Wesentlichen bis 1872 bestehen, wurde aber zwischendurch hin und wieder durch Sonderzuwendungen für bedeutende Kunstobjekte aufgestockt. Trotzdem stagnierte die Sammeltätigkeit. Zum einen war der Etat für das gesamte Museum bestimmt, also auch für die im Erdgeschoss angesiedelte Antikenabteilung und zum anderen mussten damit auch andere Kosten beglichen werden, wie z. B. Leibrenten für Personen, die dem Museum später ihre Kunstsammlung in Aussicht stellten, deren Objekte dann aber oftmals nicht dem Wert der tatsächlich geleisteten Zahlungen entsprachen. Ein weiteres Hindernis war, dass Ankäufe über 1000 Taler jeweils vom König, später vom Kaiser genehmigt werden mussten. Um trotzdem Ankäufe tätigen zu können, musste die Gemäldesammlung wiederholt Kredite aufnehmen, die dann teilweise über Jahre hinweg aus dem regulären Ankaufsetat getilgt werden mussten. Der erste Kredit dieser Art wurde 1832 für den Erwerb von Tizians Mädchen mit der Fruchtschale und einem damals dem Pordenone zugeschriebenes Altarbild des Antonio Badile aufgenommen.
Nachteilig für die Gemäldegalerie war neben dem zu gering bemessenen Ankaufsetat auch die Tatsache, dass Waagen, während seiner gesamten Amtszeit, gegen Bürokratismus und Inkompetenz der zuständigen Entscheidungsstellen anzukämpfen hatte. Abgesehen von der Tatsache, dass bedeutende Summen z. B. für Abgüsse klassischer Skulpturen ausgegeben wurden, unterschätzte man auch die rapide Preisentwicklung auf dem internationalen Kunstmarkt, so dass die Galerie bei den Versteigerungen bedeutender Privatsammlungen in London und Paris nur selten zum Zug kam. Im Inland war man zwar erfolgreicher, doch hatte das angebotene Material bei weitem nicht die Qualität, die über die großen internationalen Auktionshäuser zu erwerben gewesen wäre. Als weiteres Manko stellte sich bereits nach kurzer Zeit heraus, dass sich die moderne Kunstgeschichtsschreibung noch in der Entwicklung befand und viele Kunstwerke, die als Werke großer Meister angeboten wurden, gar nicht von diesen gemalt sein konnten. Außerdem wurde nicht selten erst nach dem Ankauf erkannt, dass sich Bilder in schlechtem Zustand befanden. Ein typisches Beispiel, bei dem schlechter Zustand und falsche Zuschreibung zusammentrafen, war das damals als Raffael Ancaiani bekannte Altarbild mit der Anbetung der Könige, das als eines der bedeutendsten Frühwerke von Raffael galt. 1833 wurde es durch Kreditaufnahme für 22.705 Mark in Rom erworben und stellte sich dann, bei der Ankunft in Berlin, als Ruine heraus, die unmöglich von Raffael gemalt worden sein konnte. Heute wird das Bild dem Giovanni di Pietro, genannt Lo Spagna, zugeschrieben.
Gustav Friedrich von Waagen musste schon bald erkennen, dass es unmöglich war, die Lücken in der Sammlung nur durch Angebote an das Museum oder Ankäufe auf Auktionen zu schließen.
So entwickelte er 1841 Pläne für eine Italienreise, um dort direkt Werke aus Kirchen und Fürstenhäusern zu erwerben. Er fand beim jungen König Friedrich Wilhelm IV. ein offenes Ohr und konnte noch im gleichen Jahr, ausgestattet mit einem Sonderetat von 100.000 Talern, eine Einkaufsreise nach Italien durchführen, die dem Museum zwar nicht ganz den erhofften Erfolg, aber doch immerhin den Gewinn einiger bedeutender Kunstwerke einbrachte. Zu Waagens Erwerbungen in Italien zählen Werke von Fra Bartolomeo, Domenico Veneziano, Lorenzo Lotto, Giovanni Battista Moroni, Palma il Vecchio, Raffael, Jacopo Tintoretto, Tizian und Paolo Veronese. Doch schon bei seiner Rückkehr nach Berlin bemerkte Waagen, dass man dort mit seinen Ankäufen nicht sehr glücklich war. Seine Expertenmeinung wurde immer mehr infrage gestellt, so dass in der Folge seine weiteren Gestaltungsmöglichkeiten für die Sammlung drastisch einschränkt wurden. Niemand trug dabei dem Umstand Rechnung, dass Waagen vielfach gerade einmal erste lockere Kontakte geknüpft hatte und dass mögliche Anbieter durchaus längere Zeit umworben werden wollten. Auch fehlte dem Berliner Museum ein europaweites Netz von Kunstagenten, die bedeutende Werke und ihre Verfügbarkeit im Auge behalten konnten. Aufgrund solcher Kurzsichtigkeiten kam die Sammeltätigkeit noch weiter ins Stocken und kam bis zur Reichsgründung fast völlig zum Erliegen. Die Wertigkeit, die die Sammlung zu dieser Zeit besaß, wird dadurch verdeutlicht, dass sie nach Waagens Tod 1868 erstmal nur durch Kommissarische Direktoren im jährlichen Wechsel betreut wurde.
Trotz der schlechten Voraussetzungen gelang es der Gemäldegalerie in der Amtszeit Waagens, mehr als 400 Bilder zu erwerben. Neben zahlreichen Werken italienischer Künstler zählt vor allem der weitere Aufbau der Sammlung altniederländischer Bilder, die heute die bedeutendste weltweit ist, zu den Glanzpunkten seiner Amtszeit. Zu den erworbenen Gemälden dieser Schulen gehörten Werke von Dierick Bouts, Petrus Christus, Joos van Cleve, Jan Gossaert, Hans Memling und Rogier van der Weyden.
| Altniederländische Meister | Dierick Bouts: Der Prophet Elias in der Wüste (533); Passahfest (539); Maria in Anbetung (545 B) • Robert Campin: Bildnis eines Mannes (537) • Petrus Christus: 2 Altarflügel (529 A und 529 B) • Joos van Cleve: Flügelaltar mit Anbetung der Könige (578); Bildnis eines Mannes (615) • Hans Memling: Madonna (528 B); Madonna (529) • Rogier van der Weyden: Johannesaltar (534); Mirafloresaltar (534 A); Middelburger Altar (535) |
| Deutsche Meister           | Hans Burgkmair: Hl. Ulrich (569); Hl. Barbara (572); Geburt Christi (584) • Lucas Cranach d. Ä.: Christus im Hause des Pharisäers (568) • Bürgermeister von Weißenfels (618 A) |
| Flämische Meister          | Jan Brueghel d. Ä.: Blumenstrauß (688 A) • Anthonis van Dyck: Thomas François de Carignan (782) |
| Französische Meister       | Charles Lebrun: Familienbildnis Jabach (471) |
| Holländische Meister       | Willem van Aelst: Stillleben mit Schnepfen, Stieglitzen und Steinhühnern (961) • Ferdinand Bol: Bildnis einer Frau (596) • Gerard ter Borch: Familie des Schleifers (793) • Aelbert Cuyp: Flachlandschaft mit Ziehbrunnen (861) • Gerbrand van den Eeckhout: Erweckung der Tochter des Jarius (804) • Frans Hals: Bildnis eines Mannes (766); Bildnis eines Mannes (800); Bildnis einer Frau (801) • Pieter de Hooch: Galante Gesellschaft mit Trompeter (1401) • Thomas de Keyser: Familienbildnis (750) • Gabriel Metsu: Familie des Amsterdamer Bürgermeisters Dr. Gillis Valckenier (792) • Adriaen van Ostade: Leiermann vor Bauernhaus (855) |
| Italienische Meister       | Barnaba da Modena: Madonna (1171) • Vincenzo Catena: Raimund Fugger (32) • Gentile da Fabriano: Thron. Madonna mit zwei Heiligen und Stifter (1130) • Domenico Ghirlandaio: Begegnung des Christusknaben mit dem Johannesknaben (93) • Lippo Memmi: Madonna (1081 A) • Palma il Vecchio: Bildnis einer Frau (197 A) • Raffael: Madonna Terranuova (247 A) • Guido Reni Venus und Amor (377) • Andrea del Sarto: Thron. Madonna mit Heiligen (246) • Tizian: Mädchen mit Fruchtschale (166) |
| Italienreise 1841/42       | Fra Bartolomeo: Der büßende hl. Hieronymus (124) • Jacopo Bassano: Kreuzigung Christi (324) • Lorenzo Costa der Ältere: Bildnis eines Mannes (25) • Bernardino Luini: Geburt Christi (219); 9 Fresken mit der Entführung der Europa (219 A – 219 H) • Lippo Memmi: Madonna (1067) • Giovanni Battista Moroni: Bildnis eines Mannes (193) • Raffael: Madonna Diotalevi (147) • Sodoma: Charitas (109) • Jacopo Tintoretto: Madonna von zwei Evangelisten verehrt (300); Luna und die Horen (310); Die drei venez. Stadtkämmerer (316) • Tizian: Bildnis des Giovanni Moro (161) • Domenico Veneziano: Martyrium der hl. Lucia (64) • Paolo Veronese: Jupiter, Fortuna und Germania (303); Saturn hilft der Religion die Ketzerei zu überwinden (304); Minerva und Mars (309); Apollo und Juno (311); 4 Tafeln mit schwebenden Genien (327 – 330) |
| Spanische Meister          | Alonso Cano Hl. Agnes (414 B) • Bartolomé Esteban Murillo: Der hl. Antonius von Padua mit Christkind (414) • Francisco de Zurbarán: Der hl. Bonaventura verweist den hl. Thomas von Aquino auf den Gekreuzigten als Quelle des Wissens (404 A) |

### Von der Reichsgründung bis 1904

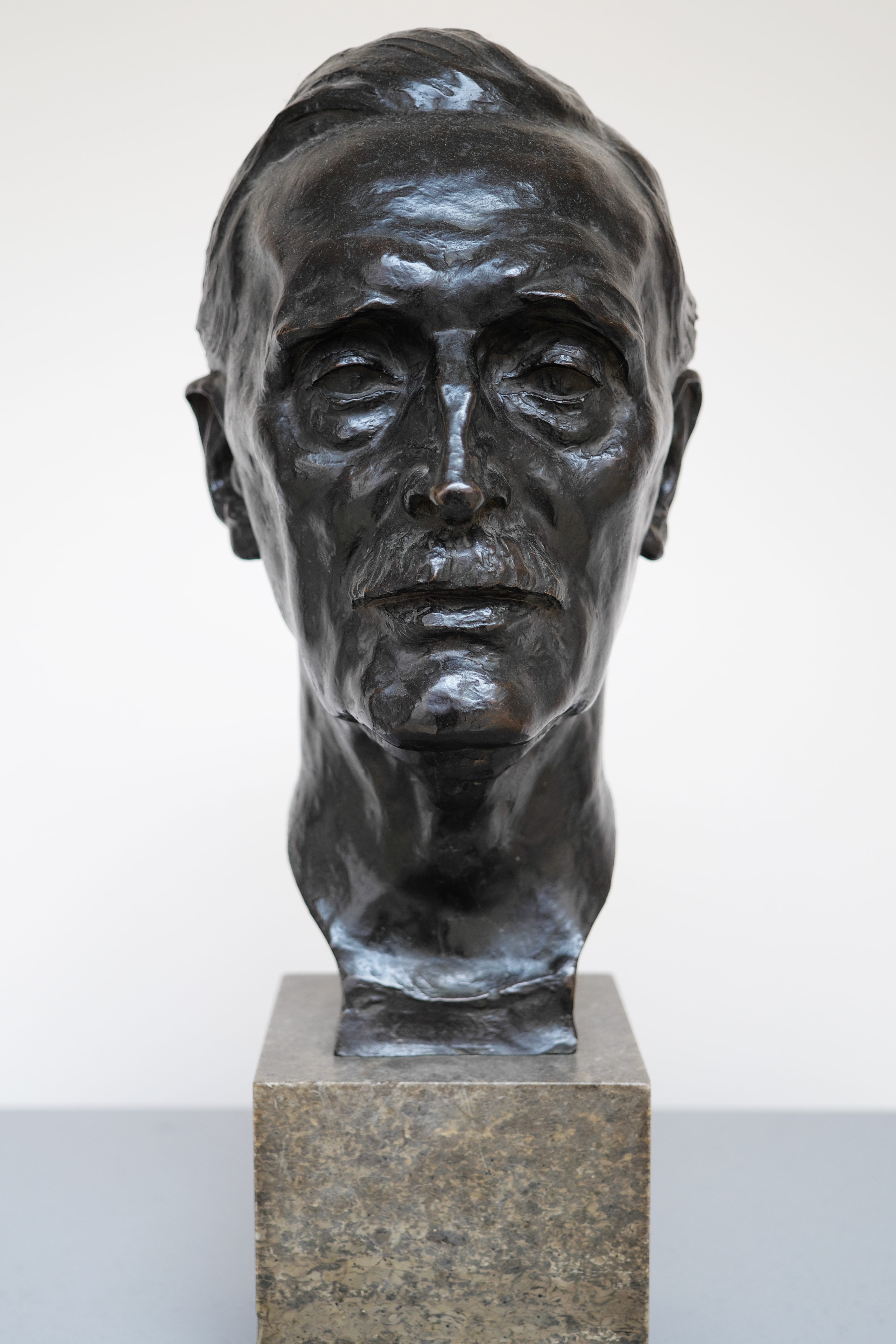
Bronzebüste von Wilhelm von Bode, der bis heute bedeutendste Direktor der Berliner Gemäldegalerie, im Vorraum der Gemäldegalerie

Ab den 1870er Jahren begannen für die Berliner Museen und damit auch für die Gemäldegalerie neue Zeiten. Am Anfang des Jahrzehnts kam es in Europa zu massiven politischen Veränderungen, die auch an den Kunstsammlungen nicht spurlos vorbeigingen. Infolge des Sieges über Frankreich und der Gründung des Deutschen Reiches mit Berlin als Hauptstadt sah sich die ehemalige Preußenmetropole mehr als vorher in der Pflicht, mit den anderen großen Hauptstädten Europas konkurrieren zu können. Um sich im großen Prestigewettkampf der Metropolen behaupten zu können, unternahm man vielfältige Bemühungen, um auch die Berliner Museen zu einer Sammlung auszubauen, die denen in London und Paris vergleichbar war. Hatte sich Berlin bisher damit abgefunden, dass sich die bedeutendsten deutschen Gemäldesammlungen in Dresden und München befanden, entwickelte man nun den Ehrgeiz, diesen, aus fürstlichem Sammeleifer entstandenen Kollektionen, den Rang ablaufen zu wollen.
Dieser Wunsch ging mit einer zeitgleichen Umorientierung des internationalen Kunstmarktes vor sich. Bisher hatte die Gemäldegalerie vor allem mit der National Gallery in London, dem Louvre in Paris, dem Zarenhof in St. Petersburg und im deutschsprachigen Raum mit dem ebenfalls sehr ambitionierten Städelschen Kunstinstitut in Frankfurt am Main im Wettstreit gestanden. Nun aber kamen zahlreiche neue Konkurrenten hinzu.
Angeregt durch den Wettkampf der Museen um herausragende Kunstwerke, etablierte sich in der zweiten Hälfte des 19. Jahrhunderts eine neue Generation von privaten bürgerlichen Sammlern, die oft über erhebliche Geldmittel verfügten, die die Museumsetats oft weit überstiegen. Dies hatte zur Folge, dass die hohen Marktpreise, die von Berlin bisher nur als eine zeitlich begrenzte Modeerscheinung eingeschätzt worden waren, noch weiter explodierten und damit alle Museen vor erhebliche finanzielle Schwierigkeiten stellte. Diese Preisentwicklung hatte aber auch zur Folge, dass nun viele alte, vorwiegend adlige Sammler dazu bereit waren, sich von ihren Schätzen zu trennen, so dass jetzt auch viel mehr Kunstwerke auf den Markt kamen.
In dieser Situation übernahm mit Julius Meyer ein Mann die Führung der Gemäldegalerie, der wieder über Durchsetzungskraft verfügte und auch bereit war, neue Wege zu beschreiten. Ihm zur Seite stand ab 1872 sein neuer Assistent Wilhelm von Bode. Beide betrachteten es als ihre vorrangige Aufgabe, die noch immer bestehenden Lücken der Sammlung zu schließen, wobei sie sich darin einig waren, dass es im Endeffekt wichtiger war, mit einer zur Verfügung stehenden Summe lieber ein bedeutendes Werk zu kaufen, anstatt viele mittelklassige Bilder, wie es bisher meist der Fall gewesen war. Um ihren Plänen Taten folgen zu lassen, beantragten sie für die Jahre 1872/73 eine erneute Einkaufsreise nach Italien, die auch genehmigt wurde. Ausgestattet mit 100.000 Talern und wie sie glaubten besser vorbereitet als Waagen, traten sie ihre Reise an und erlebten eine riesige Enttäuschung. Die massenhafte Ausfuhr italienischer Kunstwerke in den letzten Jahrzehnten hatte die dortige Bevölkerung mobilisiert und sie begannen sich, gegen die ausländischen Käufer zu organisieren. Trotz angelaufener Verhandlungen über den Ankauf mehrerer kirchlicher Altarbilder, mussten diese aufgrund massiver Proteste abgebrochen werden. Lediglich der Ankauf aus Privatsammlungen und über Kunsthändler war noch problemlos möglich. Allerdings zeigte sich schnell, dass Ankäufe aus privaten Sammlungen meist nicht ohne lange Vorbereitungen (manchmal dauerten sie mehrere Jahre) möglich waren und Kunsthändler nur selten die gesuchte Qualität anboten. Dementsprechend mager fiel die Ausbeute für die Berliner Gemäldegalerie aus. Immerhin konnten einige wenige gute Bilder von Künstlern wie Luca Signorelli, Giovanni Battista Tiepolo, Jacopo Tintoretto und Andrea del Verrocchio angekauft werden.
Als Konsequenz aus der eher enttäuschenden Reise begannen Meyer und Bode, schon in Italien, an einem neuen Konzept für zukünftige Erwerbungen zu arbeiten. Es wurde beschlossen, ein europaweites Netz von Kunstagenten aufzubauen, die den Markt, im Dienst der Berliner Galerie, im Auge behalten und bevorstehende Verkäufe rechtzeitig melden sollten. Darüber hinaus begann man langfristige Kontakte zu englischen Kunsthändlern zu knüpfen, was zu Waagens Zeit, wegen der angeblich überhöhten Preise, noch weitgehend abgelehnt worden war. Diese Bemühungen trugen bald erste Früchte und brachten dem Museum in den folgenden Jahren zahlreiche Bilder ersten Ranges ein, für die aber meist auch sehr hohe Preise gezahlt werden mussten.

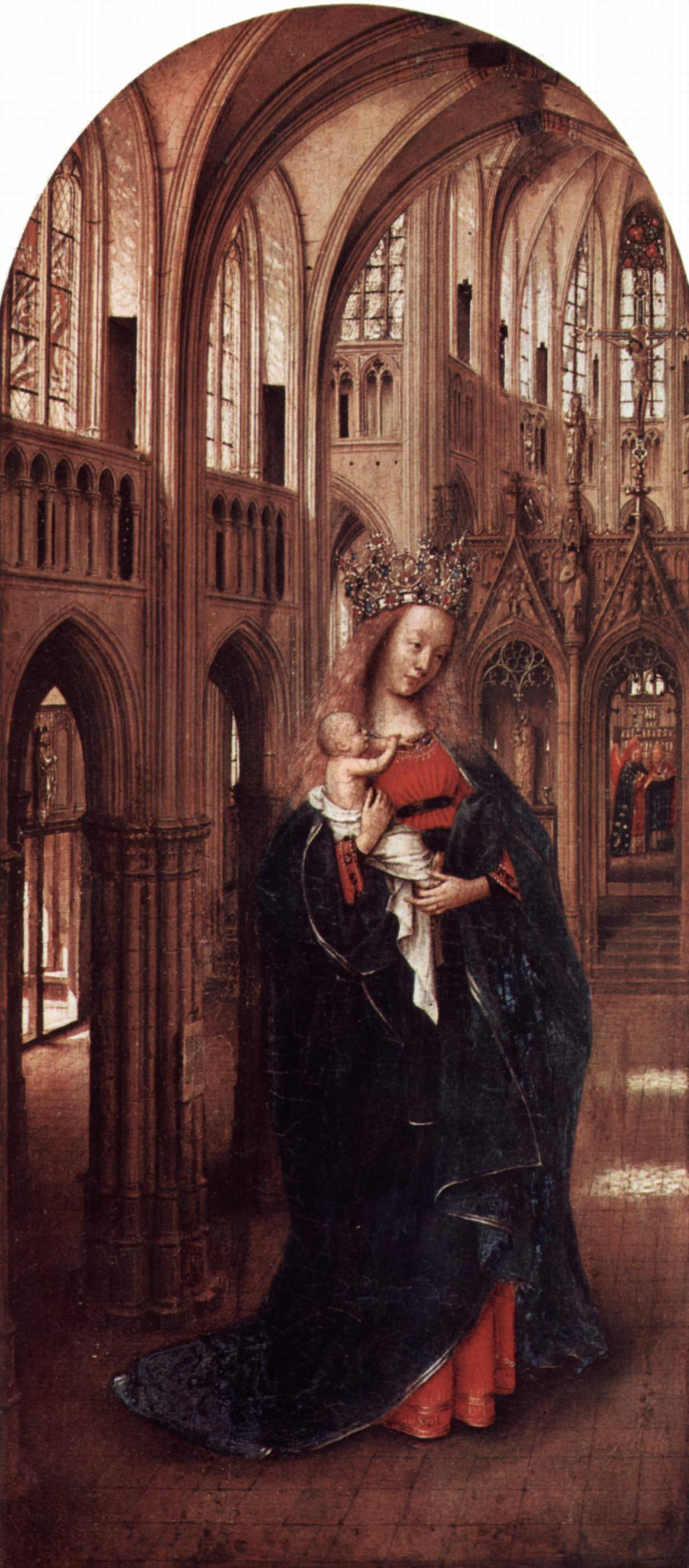
Jan van Eyck: Madonna in der Kirche. – Erworben aus der Sammlung Suermondt

Obwohl man sich bei der Ankaufspolitik mittlerweile mehr auf einzelne, herausragende Arbeiten konzentrierte, bot sich 1874 die Möglichkeit, die in der internationalen Presse hoch bewertete Sammlung des Aachener Industriellen Barthold Suermondt zu erwerben. Dieser befand sich in einer finanziell schweren Lage und sah sich dazu gezwungen, sich von seiner Kunstsammlung zu trennen, die als größte Altmeistersammlung in deutschem Besitz galt und vor allem Werke der nordeuropäischen Schulen enthielt. Nachdem er sie offensichtlich nicht auf dem internationalen Markt verkaufen konnte, bot er sie Berlin an und wandte sich dabei, die Museumsfachleute umgehend, an den Staat, die seine Offerte sofort anzunehmen bereit waren. Obwohl Bode die Sammlung im Ganzen für überbewertet hielt und gerne nur einzelne Bilder erworben hätte, wurde schließlich, nach langen Verhandlungen der gesamte Bestand, einschließlich der Zeichnungen, für 350 000 Taler erworben. Zu den so erworbenen Gemälden gehörten beispielsweise Jan van Eycks Kirchenmadonna und Jan Vermeers Junge Dame mit Perlenhalsband. Weitere Werke waren von Frans Hals, Hans Holbein d. J., Peter Paul Rubens und Jan Steen. Des Weiteren gab es in der Sammlung auch mehrere Werke spanischer Malerei, die in Berlin bisher, trotz großer Anstrengungen, nur durch einige wenige Bilder vertreten war, so dass in der Folgezeit, der Ankauf weiterer Gemälde, ganz oben auf der Liste der gewünschten Erwerbungen standen. Trotz zahlreicher Bemühungen und einer Spanienreise von Bode im Jahr 1881 gelangten bis heute nur wenige weitere spanische Bilder in den Besitz der Sammlung. Darunter nur eine Handvoll Spitzenwerke.

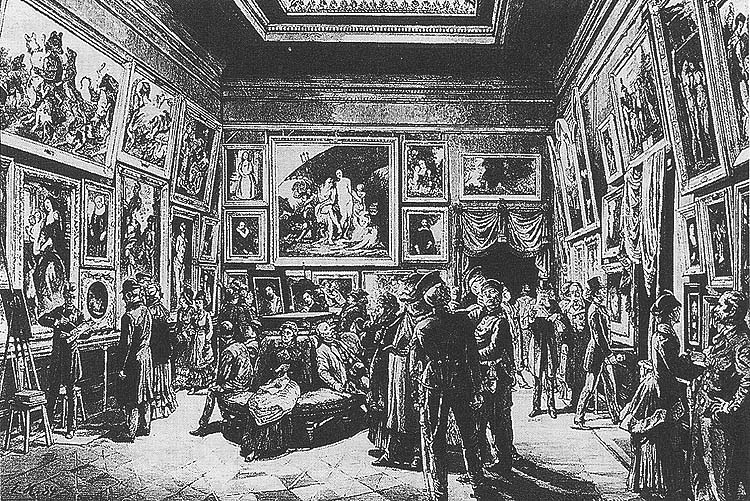
Der östliche Saal im Südflügel der Gemäldegalerie mit Werken der holländischen und flämischen Schule des 17. Jahrhunderts

Bode selbst entwickelte sich, im Dienst des Museums, zu einem manischen Sammler, dem es in den Folgejahren gelang, die Sammlung nicht nur auszubauen, sondern ihre Qualität erheblich zu erhöhen. Seinem Geschick ist es zu verdanken, dass die Gemäldegalerie zu einem der führenden Institute alter europäischer Malerei heranwuchs. Sein Sammeleifer bescherte Berlin eine der besten Sammlungen von italienischen Quattrocento-Gemälden, eine der größten Sammlungen von Bildern Rembrandts und eine gut ausgebaute und repräsentative Rubens-Sammlung. Dies hatte zur Folge, dass der Bilderbestand Ausmaße annahm, der sich kaum noch vernünftig ausstellen ließ. Da die Bilder bereits Rahmen an Rahmen an den Wänden hingen, mussten bei Neuerwerbungen alte Bilder weichen. Die ausgesonderten Bilder wurden in ein provisorisches Depot verbracht, das sich unter dem Dach des Alten Museums befand und ebenfalls schon hoffnungslos überfüllt war. Unter den dort schon eingelagerten Bildern befanden sich unter anderem noch mehr als 1000 Bilder der Solly-Sammlung, die seit dem Ankauf noch nicht systematisch erfasst und untersucht worden waren. Um der Platznot Herr zu werden, beschlossen Meyer und Bode, 1886, einen Großteil dieser Bilder aus der Sammlung abzugeben. Nach einer oberflächlichen Durchsicht wurde eine Auswahl von 1062 Gemälden getroffen, neben Werken aus der Solly-Sammlung vermutlich auch einige heute nicht mehr nachweisbare Werke, die erst nach 1830 angekauft worden waren und unter denen sich Bilder befanden, die bei ihrer Erwerbung unter anderem Paris Bordone, Guercino, Tizian und Paolo Veronese zugeschrieben wurden. Leider wurden die Bilder nur mit solch dürftigen Beschreibungen wie „Italienisch, 14. Jahrhundert“ oder „Niederländisch, 15. Jahrhundert“ ohne genaue Bildbeschreibung und Maße an das Auktionshaus Rudolph Lepke abgegeben, wo sie 1887, unter den übernommenen bescheidenen Angaben, versteigert wurden, so dass es heute nahezu unmöglich ist, einzelne dieser Werke in anderen Sammlungen zu identifizieren.
Diese positiven Verdienste Bodes für die Gemäldesammlung und die Berliner Museen waren es, die die Verantwortlichen dazu bewogen, ihm 1890 zu Direktor von Gemäldegalerie und Skulpturensammlung zu ernennen.
Seine dringendste Aufgabe im neuen Amt sah Bode vor allem darin, einen gangbaren Weg aus dem akuten Raummangel der von ihm betreuten Sammlungen zu finden, der im Übrigen alle Berliner Sammlungen betraf. Schon in den 1870er Jahren hatte man damit begonnen gehabt, dem Platzmangel im Alten Museum durch umfangreiche Umbauarbeiten, dazu gehörte unter anderem der Einbau von Oberlicht, Herr zu werden. Trotzdem war es sowohl Meyer als auch Bode klar, dass man auf lange Sicht nicht um einen Museumsneubau herumkommen würde. So begann man spätestens 1880 mit den Planungen für einen solchen. Dabei griff man auf eine ältere Idee des Generaldirektors Guido von Usedom zurück, der die Idee hatte, dass schon bestehende Museumsensemble durch ein weiteres Museum für Abgüsse von Skulpturen des Mittelalters und der Renaissance zu erweitern. Ausgehend von dieser Idee entwickelte wohl erst Meyer und dann hauptsächlich Bode, ab den 1890er Jahren, das Konzept für ein Renaissancemuseum, in dem verschiedene Kunstgattungen integrativ in gemeinsamen Räumen präsentiert werden sollten.
Bodes Absicht war es, Gemälde, Skulpturen, ausgesuchte Möbel und Gobelins nebeneinander in Räumen zu präsentieren, die mit originalen Wandverkleidungen, Decken, Fußböden, Portalen, Kaminen und Simsen ausgestattet waren und so ein ideales Gesamtbild einer Epoche zeigen sollten. Um seinen Plan, gegen den es viele Widerstände gab, umsetzen zu können, bemühte er sich um möglichst prominente Unterstützung. Eine gute Gelegenheit bot sich ihm, als er 1896 für die Kaiserin Viktoria deren Kunstsammlung im Schloss Friedrichshof, genau nach diesem Konzept, umgestaltete und damit ihr Wohlwollen und ihre Unterstützung beim Kaiser erlangte. Dieser gab am 6. März 1896 seine Zustimmung für den Neubau. Im Folgejahr wurde dann auch das Geld für den Neubau im Abgeordnetenhaus bewilligt. Der Auftrag für Planung und Bau ging an den Architekten Ernst von Ihne. Anlässlich der Neueröffnung erhielt die Sammlung eine Reihe von Schenkungen, aus denen vor allem die von Adolph Thiem und James Simon gestifteten Bilder herausragen. Am 18. Oktober 1904 wurde das Museum, das zu Ehren des Kaisers Friedrich III. Kaiser-Friedrich-Museum benannt wurde, feierlich der Öffentlichkeit übergeben. Wie bei allen königlichen Museen wurde Eintrittsgeld nur an zwei Werktagen erhoben (1909 Mittwoch und Donnerstag, 1914 Dienstag und Mittwoch, 50 Pfennig).
| Einzelerwerbungen          | Einzelerwerbungen |
| -------------------------- | --- |
| Altniederländische Meister | Petrus Christus: Exeter-Madonna (523 B) • Jan van Eyck: Giovanni Arnolfini (523 A); Baudoin de Lannoy (525 G) • Hugo van der Goes: Beweinung Christi (1622); Anbetung der Hirten (1622 A) • Lucas van Leyden: Madonna mit Engeln (584) • Quinten Massys: Klagende Maria Magdalena (574 C) • Hans Memling: Thronende Madonna (529 D) • Aelbert van Ouwater: Auferweckung des Lazarus (532 A) • Jan van Scorel: Bildnis eines Mannes (683 A) |
| Deutsche Meister           | Albrecht Altdorfer: Ruhe auf der Flucht nach Ägypten (638 B); Der Bettel sitzt der Hoffahrt auf der Schleppe (638 C); Christus am Kreuz (638 D); Geburt Christi (638 E) • Hans Baldung: Dreikönigsaltar (603 A) • Lucas Cranach d. Ä.: Madonna (559 A); Ruhe auf der Flucht nach Ägypten (564 A); Die hl. Anna Selbdritt (567 A); David und Bathseba (567 B) • Albrecht Dürer: Friedrich III., der Weise (557 C); Jakob Muffel (557 D); Hieronymus Holzschuher (557 E); Madonna mit dem Zeisig (557 F); Junge Venezianerin (557 G); Betende Maria (557 H) • Hans Holbein d. J.: Herzog Anton der Gute von Lothringen (586 D) • Hans Suess von Kulmbach: Anbetung der Könige (596 A) • Hans Multscher: Flügel des Wurzacher Altars (1621 A – 1621 G) |
| Englische Meister          | Thomas Gainsborough: John Wilkinson (1638) |
| Flämische Meister          | Anthonis van Dyck: Nymphen beim Baden von Satyrn überrascht (782 A); Bildnis eines vornehmen genuesischen Herrn (782 B); Bildnis einer vornehmen Genueserin (782 C); Marcesa Geronima Spinola (787 A) • Peter Paul Rubens: Bekehrung Pauli (762 B); Diana mit zwei Nymphen von Satyrn beim Beden überrascht (762 C); Neptun und Amphitrite (776 A); Bacchanal (776 B); Andromeda (776 C); Landschaft mit Turm (776 D); Landschaft mit Schiffbruch des Paulus (776 E); Die Eroberung von Tunis durch Karl V. (798 G); Der hl. Sebastian (798 H); Beweinung Christi (798 K) • David Teniers d. J.: Landschaft mit Regenbogen (859 A); Gesellschaft beim Mahl (866 B); Neptun und Amphitrite (866 E); Wachstube mit würfelnden Soldaten (866 F) |
| Französische Meister       | Jean-Baptiste Greuze: Kopf eines Mädchens (494 C) • Jean Fouquet: Étienne Chevalier mit dem hl. Stephanus (1617) • Charles Mellin: Bildnis eines Mannes (413 A) • Claude Lorrain: Italienische Küstenlandschaft (448 B) • Nicolas Poussin: Landschaft mit Matthäus und dem Engel (478 A) • Simon Vouet: Bildnis einer Frau (896 A) • Antoine Watteau: Gesellschaft im Freien (474 B) |
| Holländische Meister       | Gerard ter Borch: Bildnis eines jungen Mannes (791 E); Das Konzert (791 G) • Jan van de Capelle: Stille See (875 A) • Aelbert Cuyp: Frühlingslandschaft (861 G) • Barent Fabritius: Das geschlachtete Schwein (819 B) • Frans Hals: Knabe mit Flöte (801 A); Tymann Ppsdorp (801 C) • Willem Kalf: Stillleben (948 B); Stillleben mit Glaspokal (948 B); Stillleben mit chinesischer Porzellandose (948 F); Stillleben mit Nautilusbecher (948 G) • Philips Koninck: Holländische Flachlandschaft (821 A) • Nicolaes Maes: Alte Frau beim Apfelschälen (819 C) • Adriaen van Ostade: Bauerngesellschaft im Wirtshaus (855 B): Arzt in Studierzimmer (855 C) • Isack van Ostade: Bauer mit Steinkrug (845 F) • Rembrandt: Junge Frau an geöffneter Tür (828 B); Geldwechsler (828 D); Susanna und die beiden Alten (828 E); Joseph und Potiphars Frau (828 H); Predigt Johannes d. T. (828 K); Der Mennonitenprediger Cornelis Anslo und seine Frau (828 L) • Jacob van Ruisdael: Landschaft mit Holzsteg (884 D); Haarlem von den Dünen im Nordwesten gesehen (885 E); Ort am Waldesabhang (885 F); Eichen an einem See mit Wasserrosen (885 G); Bewaldetes Flussufer (885 H) • Jan Steen: Die Kindtaufe (795 D) • Jan Vermeer Das Glas Wein (912 C) |
| Italienische Meister       | Francesco Albani: Der auferstandene Christus erscheint Maria Magdalena (1618) • Fra Angelico: Das Jüngste Gericht (60 A) • Antonello da Messina: Bildnis eines Mannes (18 A) • Jacopo de Barbari: Madonna mit Hll. und Stifterin (26 A) • Leandro Bassano: Bildnis eines Mannes (1484) • Giovanni Bellini: Auferstehung Christi (1177 A); Bildnis eines Mannes (S. 12) • Bernardo Bellotto: Marktplatz von Pirna (503 B); Obertor von Pirna (503 C) • Agnolo Bronzino: Ugolino Martelli (338 A); Bildnis eines Jünglings (S. 2) • Agostino Carracci: Anna Parolini Guicciardini (372 A) • Vincenzo Catena: Junge Frau als Maria Magdalena (S. 7) • Duccio di Buoninsegna: Geburt Christi mit zwei Propheten (1062 A) • Giorgione: Bildnis eines Mannes (12 A) • Benozzo Gozzoli: Madonna mit Heiligen (60 B) • Guariento di Arpo: Thron. Madonna mit Stifter (2059) • Filippino Lippi: Bildnis eines Jünglings (96 A); Allegorie der Musik (146 A) • Pietro Lorenzetti: Eiswunder der hl. Humilitas (1077 A) • Andrea Mantegna: Madonna (S. 5) • Masaccio: Anbetung der Könige (58 A); Kreuzigung Petrus – Enthauptung Johannes d. T. (58 B); Wochenbett einer vornehmen Florentinerin (58 C) • Simone Martini: Grablegung Christi (1070 A) • Maso di Banco: Dürtelspende mariae (1141 B) • Lorenzo Monaco: Madonna (1123 A) • Giovanni Battista Moroni: Bildnis eines Gelehrten (193 A) • Palma il Vecchio: Junge Frau mit entblößter Brust (197 B) • Sebastiano del Piombo: Vornehme Römerin (259 B) • Antonio del Pollaiuolo: David als Sieger (73 A) • Piero del Pollaiuolo: Profilbildnis einer Frau (1614) • Ercole de’ Roberti: Johannes d. T. (112 C); Madonna (112 D) • Rosso Fiorentino: Bildnis eines Mannes (245 A) • Francesco Squarcione: Madonna (27 A) • Luca Signorelli: Pan als Gott des Naturlebens (79 A); Bildnis eines Mannes (79 C) • Giovanni Battista Tiepolo: Die Verteilung des Rosenkranzfestes durch den hl. Dominikus (459 A); Martyrium der hl. Agathe (459 B) • Jacopo Tintoretto: Bildnis eines Dogen (1499) • Tizian: Clarissa Strozzi (160 A) • Domenico Veneziano Anbetung der Könige (95 A) • Andrea del Verrocchio Madonna (104 A) |
| Spanische Meister          | Francisco de Goya: Die Junta der Philippinen (1619) • Diego Velázquez: Bildnis einer Dame (413 E) |

| Sammlung Suermondt         | Sammlung Suermondt |
| -------------------------- | --- |
| Altniederländische Meister | Jan van Eyck: Kirchenmadonna (525 C) • Jan Gossaert: Bildnis eines Edelmanns (586 A) • Marinus van Reymerswaele: Der hl. Hieronymus (574 B) |
| Deutsche Meister           | Albrecht Altdorfer: Landschaft mit Satyrfamilie (638 A) • Hans Baldung: Kopf eines Greises (552 B) • Lucas Cranach d. Ä.: Judith (636 A) • Hans Holbein d. J.: Hermann Hillebrandt (586 B); Roeloft de Vos van Steenwijk (586 C) • |
| Flämische Meister          | Adriaen Brouwer: Dünenlandschaft im Mondschein (853 B) • Gonzales Coques: Cornelis de Bie (864 B) • Anthonis van Dyck: Apostel (790 F) • Jan Fyt: Hunde bei erlegtem Wild (883 A); Stillleben (883 B) • Peter Paul Rubens: Mars, Venus und Amor (798 B); Fortuna (798 C); Die Einnahme von Paris durch Heinrich IV. (798 E) • Frans Snyders: Stillleben mit Früchten in einer Porzellanschale (774 B) • David Teniers d. J.: Sakramentswunder der hl. Gudula (866 A); Flämische Kirmes (866 C); Marter der Reichen im Fegefeuer (866 D) |
| Holländische Meister       | Gerard ter Borch: Willem Marienburg (791 A); Gertruida Assink (791 B); Die Konsultation (791 C); Bildnis eines Mannes (791 D); Der Raucher (791 F) • Quiringh Gerritsz. van Brekelenkam: Die Obsthändlerin (796 A) • Esaias Boursse: Junge mit Seifenblasen (912 A) • Pieter Codde: Schauspielergarderobe (800 A) • Aelbert Cuyp: Sonnige Dünenlandschaft mit Ziehbrunnen (861) • Jacob Gerritsz. Cuyp: Bildnis eines Mannes (743 C) • Nicolaes Eliaszoon Pickenoy: Cornelis des Graeff (753 A); Catharina Hooft (753 B) • jan van Goyen: Der Sommer (865 A); Der Winter (865 B); Eisvergnügen (865 C); Ansicht von Arnheim (865 D); Ansicht von Nijmegen (865 F) • Frans Hals: Singender Knabe mit Flöte (801 A); „Malle Babbe“ (801 C); Bildnis eines Mannes (801 F); Catharina Hooft (801 G) • Judith Leyster: Der lustige Zecher (801 B) • Isack van Ostade: Bauer mit Schlapphut (845 D) • Jacob van Ruisdael: Das Landhaus (885 A); Haarlem von den Dünen im Nordwesten gesehen (885 C); Damplatz in Amsterdam (885 D) • Hercules Seghers: Ansicht von Rhenen (808 A); Flachlandschaft mit einer Stadt am Fluss (806 B) • Jan Steen: Streit beim Kartenspiel (795 B); Lockere Gesellschaft (795 C) • Jan Vermeer van Delft: Junge Dame mit Perlenhalsband (912 B) • Emanuel de Witte: Innenansicht der Nieuwe Kerk zu Amsterdam (898 A) |
| Spanische Meister          | Alonso Cano: Vision des hl. Antonius von Padua (1299) • Juan Carreño de Miranda: Don Juan José de Austria (1297); Der hl. Antonius von Padua mit dem Christkind (1477) • Mateo Cerezo: Christus am Kreuz (408 B) • Jusepe de Ribera: Der hl. Sebastian (405 B) |

#### Unterstützung privater Sammler und Mäzene im Dienst der Gemäldegalerie

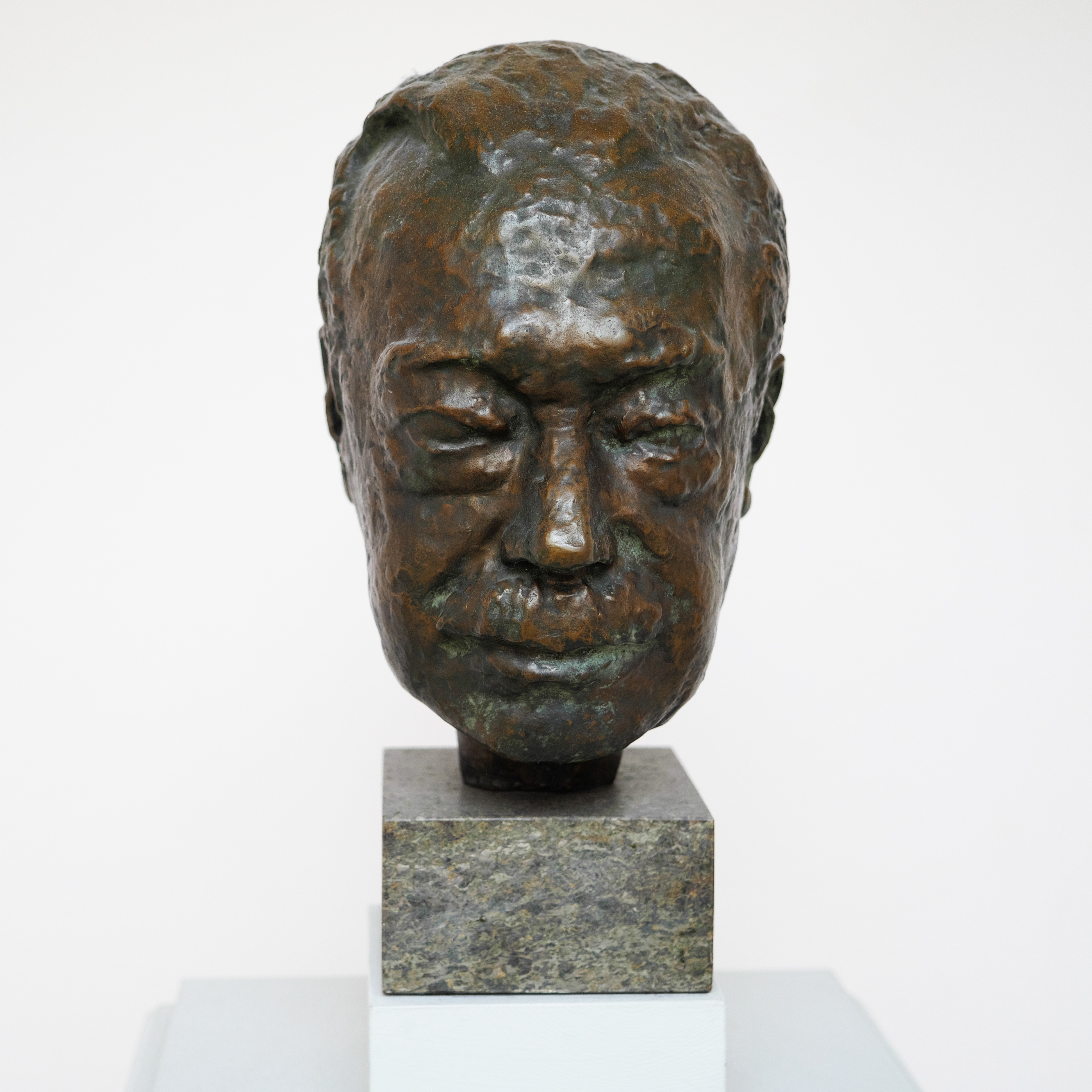
Bronzebüste von James Simon, der bis heute bedeutendste Mäzen der Berliner Museen, im Vorraum der Gemäldegalerie

Da Bodes Sammeleifer sowohl finanzielle als auch organisatorische Grenzen gesetzt waren, bemühte er sich aktiv darum, für die Gemäldegalerie interessante Kunstwerke, deren Erwerb derzeit nicht möglich war, in die Hände ihm befreundeter privater Sammler zu vermitteln, die er aktiv förderte und beriet. So entstand unter seiner Mithilfe in Berlin eines der dichtesten Netze von finanzstarken Kunstsammlern, in deren Besitz sich Schätze von unermesslichem Wert befanden. Bodes Einsatz in diesem Bereich blieb aber nicht allein auf Berlin und Deutschland beschränkt, sondern dehnte sich auch auf einige englische und französische Privatsammlungen aus. Er verband mit seinem Engagement die Hoffnung, dass die Sammler ihre Kollektionen irgendwann, so wie es zur gleichen Zeit vielfach in den Vereinigten Staaten von Amerika geschah, eines Tages den Berliner Museen stiften würden. Dies brachte der Gemäldegalerie in den nächsten Jahrzehnten zwar einige Zuwächse ein, jedoch nicht in dem von Bode erhofften Maß. Viele deutsche Kunstsammlungen, an deren Aufbau er maßgeblich beteiligt war, wurden während des Ersten Weltkrieges oder in den Jahren danach veräußert, in denen ihre Besitzer sie, um nicht an den Kriegsfolgen oder den Folgen der Inflation bankrottzugehen, meist für amerikanische Dollar oder britische Pfund abgaben. Und ausländische Kunstsammler, wie der deutschstämmige, in England lebende Alfred Beit, konnten es durch nationalistisch aufgepeitschte Presseartikel nicht wagen, ihren Besitz an ein deutsches Museum abzutreten, wenn sie nicht riskieren wollten, erhebliche Imageschäden für ihre Unternehmen hinzunehmen. Eine Ausnahme bildete einzig und allein der Industrielle James Simon, der den Berliner Museen, darunter der Gemäldegalerie, zahlreiche wertvolle Kunstwerke stiftete. Da aber sein Unternehmen, infolge des Krieges, schwer angeschlagen war, musste auch er ab 1919 einen Teil seiner Sammlung auf dem internationalen Kunstmarkt verkaufen. Dabei handelte es sich vorwiegend um seine Sammlung holländischer Bilder des 17. Jahrhunderts, zu der unter anderem Bilder von Rembrandt, Frans Hals und Jan Vermeers Frau mit Magd, die einen Brief überbringt, heute ein Hauptwerk in der Frick Collection in New York, gehörten.
Weitaus erfolgreicher waren Bodes Bemühungen, potente Geldgeber für einen Förderverein zu finden, der für die Sammlung bedeutende Werke vorfinanzieren konnten. Dies war nötig, weil das erforderliche Geld nicht immer sofort zur Verfügung stand und weil jede Erwerbung über 5000 Mark vom Kaiser genehmigt werden musste. Ein weiterer Grund bestand darin, weil besonders amerikanische Sammler in immer größerem Umfang bedeutende europäische Werke ankauften. Das Ergebnis dieser Bemühungen war der 1897 gegründete Kaiser Friedrich-Museums-Verein, dessen Zuwendungen sich schon bald nicht mehr nur auf die bloße Bereitstellung von Geld beschränkte, da man damit begann, eine eigene Kunstsammlung aufzubauen, die der Gemäldegalerie unentgeltlich als dauerhafte Leihgabe zur Verfügung steht.

### Kaiser-Friedrich-Museum und Deutsches Museum bis 1939

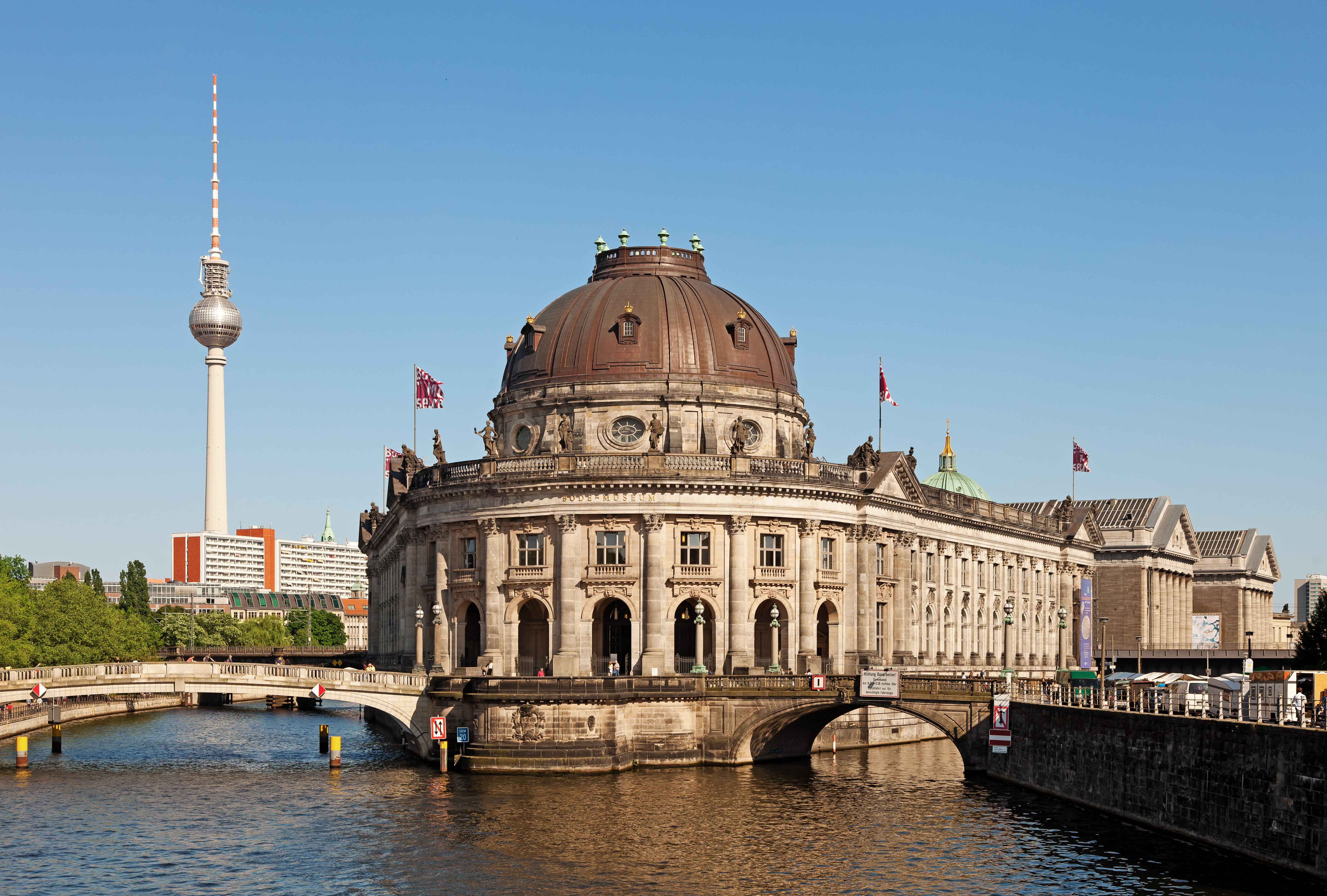
Das Kaiser-Friedrich-Museum (heute Bode-Museum) in Berlin

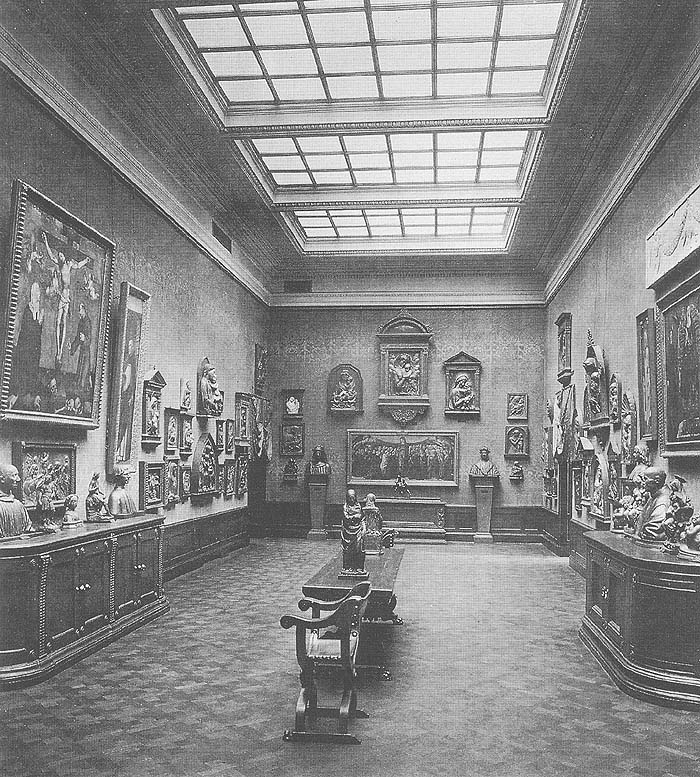
Ein typischer Ausstellungsraum für italienische Kunst des 15. Jahrhunderts im Kaiser-Friedrich-Museum um 1905–1907

Mit der Eröffnung des Kaiser-Friedrich-Museums präsentierte sich die Sammlung in einem völlig neuen Bild. Im Wesentlichen wurden die Gemälde im Ober- und die Skulpturen im Untergeschoss präsentiert. Besonders im Bereich des Quattrocento kam es aber zu jener integrativen Durchmischung der verschiedenen Kunstgattungen, für die Bode im Vorfeld so sehr geworben hatte. Diese Durchmischung war für ein öffentliches Museum etwas völlig Neues und fand auch international starke Beachtung. Besonders viele nordamerikanische Museen waren von diesem Konzept so angetan, dass sie es ebenfalls für ihre Häuser übernahmen und für diese Form der Präsentation den Begriff Period Rooms prägten. In den Bereichen der holländischen und flämischen Malerei blieben aber auch im Kaiser-Friedrich-Museum die Bilder unter sich.
Obwohl sich Bodes Traum von einem neuen Haus für die Gemäldesammlung erfüllt hatte, wurde der Platzmangel auch hier nur für den Anfang behoben. Auch jetzt konnte nur ein Teil der vorhandenen Bilder ausgestellt werden, so dass bereits 1910 eine erste größere Umstrukturierung der Schausammlung stattfand. Im gleichen Jahr begannen die ersten Planungen für einen weiteren Museumsbau, dessen nördlichen Flügel Bode für die Einrichtung des von ihm geplanten Deutschen Museums vorsah, in dem er nach dem Vorbild der italienischen Renaissancesammlung im Kaiser-Friedrich-Museum nun auch die deutschen Bestände in integrativen Schauräumen präsentieren wollte. Um diesen Plan langfristig vorzubereiten, wurden vor allem deutsche Kunstwerke im großen Stil angekauft und auch diese Abteilung zu einer der bedeutendsten Kollektionen ihrer Art weltweit ausgebaut.
Mit Beginn des Ersten Weltkriegs begann die Sammeltätigkeit, erstmals seit der Reichsgründung, wieder zu stagnieren. 1920 kam es zu einem entscheidenden ersten Einschnitt im Bestand der Schausammlung. Aufgrund des Vertrags von Versailles wurde das Museum dazu gezwungen, sämtliche im Inventar vorhandenen Tafeln von Jan van Eycks Genter Altar sowie Der Prophet Elias in der Wüste und Die Feier des Passahfestes von Dierick Bouts an den belgischen Staat abzugeben. Mit der Abgabe der bedeutenden Bilder ging eine erneute Umstrukturierung der Schausammlung einher.

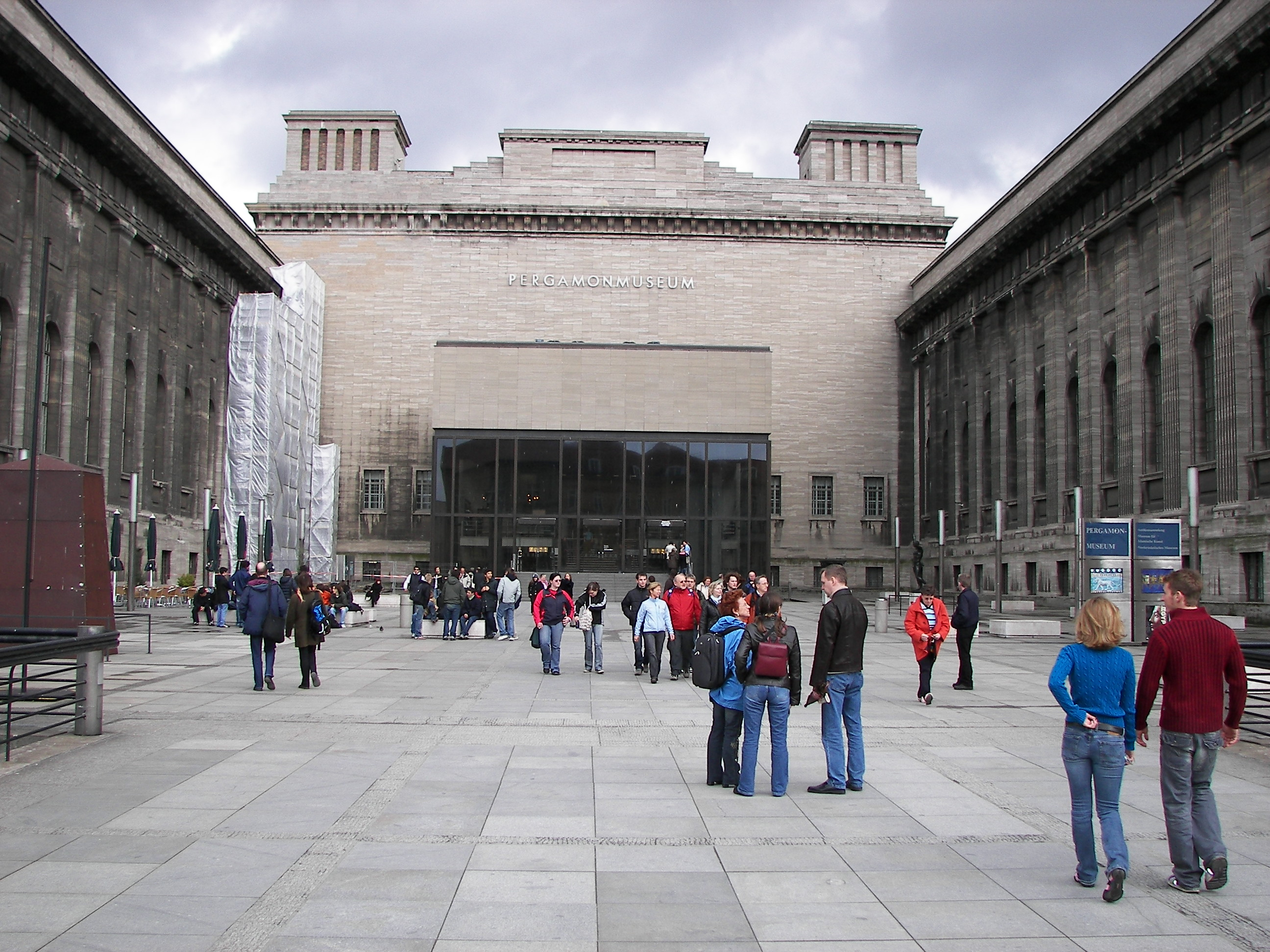
Vorderansicht des Pergamonmuseums – Der Nordflügel (links im Bild) beherbergte das Deutsche Museum

In den Folgejahren gelang es Bode nur noch bedingt an die Erfolge der Vorkriegsjahre anzuschließen. Aus Mangel an finanziellen Mitteln gelangen nur noch gelegentlich Erwerbungen von hochkarätigen Gemälden. Gleichzeitig wurden zahlreiche in Deutschland befindliche bedeutende Gemälde ins Ausland, vorwiegend in die Vereinigten Staaten von Amerika verkauft.
1930 wurden mit der Eröffnung des Deutschen Museums (im Nordflügel des von Alfred Messel entworfenen heutigen Pergamonmuseums) die deutschen, altniederländischen und die vorbarocken französischen Gemälde aus dem Kaiser-Friedrich-Museum ausgelagert und zusammen mit den gleichzeitigen Skulpturen in den Museumsneubau überführt.
1936 erhielt die Galerie noch einmal einen größeren Zuwachs durch die ministerielle Überweisung der im Pfandgut der Dresdner Bank eingelagerten Altmeistergemälde, von denen ein Großteil aber bereits im Folgejahr wieder veräußert wurde, so dass nur etwa die Hälfte der Bilder in der Sammlung verblieb. Darüber hinaus musste sich das Museum auch von dem einzigen in der Sammlung befindlichen Bild von Duccio di Buoninsegna trennen. Mit dem Erlös wurde der Ankauf des als wichtig betrachteten „deutschen“ Gemäldes Bildnis eines Mannes mit Laute von Hans Holbein d. J. aus einer englischen Sammlung finanziert.
Mit Beginn des Zweiten Weltkriegs 1939 wurde die Gemäldegalerie wie auch alle anderen Museen auf der Museumsinsel geschlossen.
| Altniederländische Meister | Hieronymus Bosch: Johannes auf Patmos (1647 A) • Pieter Bruegel d. Ä.: Die niederländischen Sprichwörter (1720); Zwei angekettete Affen (2077) • Robert Campin: Madonna an der Rasenbank (1835) • Petrus Christus: Johannes d. T. (529 E); Die hl. Katharina (529 F) • Juan de Flandes: Christus erscheint Maria • Hugo van der Goes: Monforte-Altar (1718) |
| Deutsche Meister           | Albrecht Altdorfer: Abschied der Apostel im Wald (1883) • Hans Baldung: Die Beweinung Christi (603 B); Pyramus und Thisbe (1875); Loth (2153); Grunewaldmadonna (2159) • Hans Burgkmair: Die Hl. Familie mit dem Johannesknaben (1732) • Lucas Cranach d. Ä.: Bildnis eines Mannes (1736); Lucretia (1832); Bildnis der Frau eines Rechtsgelehrten (1907); Verlobung der hl. Katharina (1970) • Adam Elsheimer: Die Hl. Familie mit dem Johannesknaben und Engeln (2039) • Hans Holbein d. J.: Bildnis eines Mannes mit Laute (2154) • Hans Suess von Kulmbach: Bildnis eines Mannes (1834); Hans Gunder (1234 C); Madonna (B. 139) • Meister des Bartholomäus Altars: Die hl. Veronika (1690); Der Tod Mariae (1971) • Meister des Hausbuches: Die hl. Anna Selbdritt mit dem Hll. Barbara und Katharina (2062); Die Fußwaschung der Apostel (2072); Das Abendmahl (2073) • Georg Pencz: Venus und Amor (1905) |
| Englische Meister          | Henry Raeburn: Sir James Montgomery Bart (1670) • Joshua Reynolds: Selbstbildnis (1637); Die Schauspielerin Kitty Fischer als Danae (1637 A); Mrs. Boone und ihre Tochter (1637 B); Chevalier d’Eon in weiblicher Tracht (1711) • George Romney: Mr. Edmund Poulter (1671); Miss Sarah Mariott (1671 A) |
| Flämische Meister          | Adriaen Brouwer: Landschaft mit Kugelspielern (853 J) • Anthonis van Dyck: Apostel (790 A); Die Jagdbeute (1829); Gräfin Arundel (B. 17) • Jacob Jordaens: Adam van Noort (1703); Triumph des Abendmahls über das blutige Opfer des Heidentums (1876); Christus erscheint den drei Marien als Gärtner (2037); Vision des hl. Bruno (2045) • Peter Paul Rubens: Die büßende Magdalena (763 A); Venus und Adonis (763 B); Landschaft mit Galgen (1948); Landschaft mit Kühen und Entenjägern (2013); Christus übergibt Petrus die Himmelsschlüssel (B. 116) • David Teniers d. J.: Landschaft mit Fischern (866 G) |
| Französische Meister       | Jean Baptist Siméon Chardin: Stillleben mit totem Fasan und Jagdtasche (1944); Der Zeichner (2076) • Simon Marmion: Flügel des Retabeös von Saint-Omer (1302, 1303) |
| Holländische Meister       | Abraham Bloemaert: Bauerngehöft mit Gleichnis vom verlorenen Sohn (1950); Landschaft mit Bauerngehöft (1995); Venus und Amor (B 135) • Gerard ter Borch: Selbstbildnis (1708); Kartenspielende Soldaten (2081) • Leonard Bramer: Enthauptung Johannes des Täufers (1778); Auffindung von Pyramus und Thisbe (1965) • Hendrick ter Brugghen: Esau verkauft sein Erstgeburtsrecht (1982) • Cornelis Cornelisz. van Haarlem: Diana entdeckt den Fehltritt Kallistos (1988) • Aelbert Cuyp: Winterlandschaft mit toten Vögeln (861 A) • Gerard Dou: Interieur mit Äpfel schälender Frau (2031) • Gerbrand van den Eeckhout: Der Feldarbeiter Gibea bietet dem Levit und seinem Kebsweib Unterkunft (1771) • Aert de Gelder: Die Hl. Familie (1910) • Pieter de Hooch: Der vergnügte Zecher (B. 33); Der Notar (B. 102) • Willem Kalf: Die Küche (948 B); Stillleben mit goldenem Pokal (948 J); Stillleben mit Pilgerflasche (2137) • Pieter Lastman: Susanna und die beiden Alten (1719) • Nicolaes Maes: Verstoßung der Hagar (819 D) • Gabriel Metsu: Die Kranke (792 C) • Isack van Ostade: Eislandschaft mit Schlitten und eingefrorenen Booten (1709) • Rembrandt: Christuskopf (811 C) |
| Italienische Meister       | Fra Angelico: Die Totenmesse für den hl. Franziskus (61 A) • Jacopo Bassano: Venezianischer Prokurator (B 133) • Giovanni Bellini: Der Doge Leonardo Loredano mit vier Nobili (B 79) • Domenico Beccafumi: Szenen aus dem Leben der hl. Lucia (2075) • Canaletto: Molo vor dem Dogenpalast (1652); Santa Maria della Salute vom Canal Grande aus (1653); Fantasielandschaft mit Sarkophag (1990) • Giovanni Cariani: Anbetung der Hirten (2179); Anbetung der Hirten (B. 89) • Vittore Carpaccio: Grabbereitung Christi (23 A) • Ludovico Carracci: Zwei Schachspieler (1665) • Giuseppe Maria Crespi: Mutter mit Kind (1994); Zug des Silen (2182) • Domenico Fetti: Das Gleichnis vom bösen Weingärtner (1960) • Benozzo Gozzoli: Der hl. Zenobius erweckt einen toten Knaben (60 C) • Francesco Guardi: Die Piazetta di San Marco in Venedig (1836) • Giovanni Antonio Guardi: Der Tod des hl. Joseph (1715) • Fra Filippo Lippi: Profilbildnis einer Frau (1700) • Alessandro Magnasco: Hochzeitszug (1695) • Masaccio: Der Elternmord des hl. Julianus – Das Wunder des hl Nikolaus von Bari (58 E) • Giovanni Battista Moroni: Vater und Sohn (B. 112) • Giovanni Battista Tiepolo: Rinaldo und Armida (459 D); Der hl. Rochus (2079) • Giovanni Domenico Tiepolo: Die Geburt Mariae (B. 64); Bildnis eines Mannes in orientalischem Kostüm (B. 67) • Jacopo Tintoretto: Der Doge Alvise Mocenigo (2145) • Tizian: Venus mit dem Orgelspieler (1849) • Giorgio Vasari: Bernardetto de’Medici (B. 83) |
| Spanische Meister          | Bartolomé Esteban Murillo: Anbetung der Hirten (414 C) |

### Zweiter Weltkrieg und seine Folgen

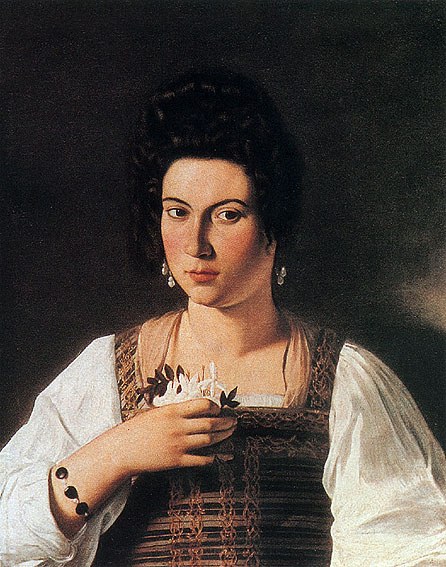
Caravaggio: Bildnis einer jungen Frau – gehörte zu den im Flakturm Friedrichshain eingelagerten Kunstwerken und ist dort 1945 vermutlich verbrannt

Unmittelbar bei Beginn des Zweiten Weltkriegs wurde aus Angst vor Luftangriffen mit der Verlegung der Gemälde in die Museumskeller begonnen. Nachdem man zu der Erkenntnis gelangt war, dass die dort eingelagerten Kunstwerke vor alliierten Fliegerangriffen auf die Stadt nicht sicher waren, begann man im September 1941 damit, die 1659 Bilder der Gemäldegalerie mit Beständen anderer Sammlungen in den Leitturm des Flakbunkers Friedrichshain einzulagern. Dafür wurden den Museen erst das gesamte 1. Geschoss und nachher auch noch Räume des 2. und 3. Geschosses zur Verfügung gestellt. Diese Auslagerung war nach einem Jahr im Wesentlichen abgeschlossen.
Mit dem Näherrücken der Ostfront 1945 entschied man sich am 6. März, die in Friedrichshain eingelagerten Kunstwerke erneut zu verlagern, da die Erfahrungen in der Normandie gezeigt hatten, dass die Bunker nicht unbedingt bombensicher waren. Am 11. März brachte ein Lastzug Bestände der Gemäldegalerie in den Schacht Ransbach, der wegen seiner hohen Temperatur allerdings für die Aufnahme von Kunstwerken völlig ungeeignet war. Am 19. März brachten zwei Lastzüge Bestände der Gemäldegalerie und der Skulpturensammlung in das Salzbergwerk Kaiseroda bei Merkers. Einen Tag später brachten zwei Lastzüge abermals Gemälde, Skulpturen und Objekte des Kupferstichkabinetts dorthin. Am 22. März wurden letztmals Bilder der Gemäldegalerie in Sicherheit gebracht. Zurück blieben nach heutigem Erkenntnisstand 434 Altmeistergemälde, vor allem viele Großformate. Aber auch sie überstanden die letzten Kriegstage zunächst unbeschadet und wurden am 2. Mai der Roten Armee übergeben.
Als Fachleute der Berliner Museen am 4. und 5. Mai Zugang zum Flakturm erhielten, fanden sie das 1. und 2. Geschoss unversehrt. Die Räume des 3. Geschosses waren allerdings aufgebrochen. Aus bisher ungeklärten Gründen brannte am 6. Mai das gesamte 1. Geschoss aus. Bei einer Inspektion durch die Direktion der Berliner Museen am 7. Mai wurde festgestellt, dass der Zugang zum 2. und 3. Geschoss unversehrt war. Die Depoträume im 2. Geschoss waren noch völlig intakt. Im 3. Geschoss aber waren zahlreiche Umräumungen vorgenommen worden. Man konnte auch erkennen, dass der Bunker unbewacht gewesen war. Zahlreiche Zivilisten waren dabei beobachtet worden, wie sie ihn ungehindert betraten. Zwischen dem 14. und 18. Mai brannte es erneut; diesmal griffen die Flammen auf das gesamte Bauwerk über, das völlig ausbrannte. Dabei wurden die eingelagerten Kunstwerke weitgehend zerstört.
Bis heute gibt es zu den Brandursachen lediglich Spekulationen. Unbekannt ist auch, ob und in welchem Umfang noch Kunstwerke vor den Bränden von der Roten Armee geborgen und später in die Sowjetunion verbracht worden sind. In der im Jahr 2005 vom Puschkin-Museum in Moskau durchgeführten Ausstellung Archäologie des Krieges wurden insgesamt 25 antike Vasen der Berliner Antikensammlung gezeigt, die teilweise ebenfalls im Flakturm Friedrichshain eingelagert gewesen waren, so dass eine kleine Hoffnung besteht, dass auch einzelne Gemälde die Katastrophe überstanden haben könnten. Auch wurden 59 im Flakturm Friedrichshain eingelagerte Statuen des Bode-Museums 2016 im Puschkin-Museum in Moskau entdeckt.
Darüber hinaus verlor die Galerie noch 118 weitere Gemälde, die sich als Leihgaben in anderen Institutionen befanden. Einige wenige dieser Bilder sind von den Alliierten beschlagnahmt und unrechtmäßig versteigert worden. Dazu kommen 15 Bilder, die wahrscheinlich bereits vor 1945 verloren gingen, und drei Bilder, die durch unmittelbare Kriegseinwirkung im Museum selbst zerstört worden sind. Drei Gemälde wurden 1947 gestohlen, von denen eins kurz darauf irreparabel zerstört zurückgekehrt ist.
Nahezu unbeschädigt blieben die in den Museumskellern selbst eingelagerten rund 1000 Gemälde; von ihnen wurden mehr als 200 beschlagnahmt und in die Sowjetunion überführt.
| Altniederländische Meister | Pieter Aertsen: Junge Frau, ein Kind auf den Schultern tragend (719); Kreuztragung Christi (726) • Petrus Christus: Johannes d. T. (529 E); Die hl. Katharina (529 F) • Marinus van Roemerswaelen: Der Geldwechsler (2158) • Meister der Magdalenenlegende: Ausritt der hl. Magdalena (2128) |
| Deutsche Meister           | Hans Baldung: Christus am Kreiz (597) • Lucas Cranach d. Ä.: Kardinal Albrecht von Brandenburg (559); Madonna mit dem Johannesknaben (559 A); Christus im Haus des Pharisäers (568); Herkules bei Omphale (576); Verlobung der hl. Katharina (1970) • Meister des Bartholomäus Altars: Die hl. Veronika (1690); Der Tod Mariae (1971) • Meister des Hausbuchs: Die Hl. Anna Selbdritt, Barbara und Katharina (2062) • Meister von Schloss Lichtenstein: Heimsuchung (1683); Beschneidung Christi (1683 A) • Hans Leonhard Schäufelein: Anbetung des Lammes (1903); Sechzehnköpfige Stifterfamilie (2107) |
| Englische Meister          | Joshua Reynolds: Selbstbildnis (1637); Mrs. Boone und ihre Tochter (1637 B); Chevalier d’Eon in weiblicher Tracht (1711) • George Romney: Mr. Edmund Poulter (1671); Miss Sarah Mariott (1671 A) • David Wilkie: Der blinde Geiger (1680) |
| Flämische Meister          | Jan Brueghel d. Ä.: Schmiede des Vulkan (678); Landschaft mit hl. Hubertus (765) • Anthonis van Dyck: Verspottung Christi (770); Beweinung Christi (778); Nymphen beim Bade von Satyrn überrascht (782 A); Die beiden Johannes (799) • Jan Fyt: Stillleben (883); Stillleben (883 B); Die Rehhatz (989) • Abraham Janssens: Vertumnus und Pomona (775); Meleager und Atalante (777) • Jacob Jordaens: Lustige Gesellschaft (879); Adam van Noort (1703); Triumph des Abendmahls über das blutige Opfer des Heidentums (1876); Vision des hl. Bruno (2045) • Joos de Momper: Gebirgslandschaft mit drei Reitern (1966) • Peter Paul Rubens: Krönung Mariae (762); Bekehrung Pauli (762 B); Diana mit zwei Nymphen von Satyrn überrascht (762 C); Die büßende Magdalena (763 A); Venus und Adonis (763 B); Diana auf der Hirschjagd (774); Neptun und Amphitrite (776 A); Bacchanal (776 C); Auferweckung des Lazarus (783); Drei Reiter (797) • Daniel Seghers: Blumengewinde (976) • Frans Snyders: Studie mit vier Hundeköpfen (774 A) • David Teniers d. J.: Puffspieler im Wirtshaus (856); Versuchung des hl. Antonius (859); Marter der Reichen im Fegefeuer (866 D); Wachstube mit würfelnden Soldaten (866 F) |
| Französische Meister       | Philippe de Champaigne: Bildnis eines Mannes (1702) • Jean Baptist Siméon Chardin: Stillleben mit Kupferkessel (1669); Blindekuhspiel (482) • Charles Lebrun: Familienbildnis Jabach (471) • Simon Vouet: Verkündigung (479) |
| Holländische Meister       | Willem van Aelst: Stillleben mit Schnepfen, Stieglitzen und Steinhühnern (961) • Abraham van Beijeren: Stillleben (983 A); Fischstillleben (1773); Stillleben mit gläsernem Deckelpokal (1861) • Nicolaes Pietersz. Berchem: Düstere Winterlandschaft (836); Landschaft mit mythologischer Szene (887); Halt an der Schmiede (896) • Jan van Bijlert: Merkur (1772) • Ferdinand Bol: Bildnis eines Mannes (809 A) • Gerard ter Borch: Bildnis eines Mannes (791 D); Bildnis eines Mannes (791 E) • Esaias Boursse: Junge mit den Seifenblasen (912 A) • Jan van de Capelle: Stille See mit Segelbooten (875 A) • Pieter Claesz: Stillleben (948) • Cornelis Cornelisz. van Haarlem: Mannalese (1308) • Wouter Pietersz. Crabeth II.: Grablegung Christi (353) • Aelbert Cuyp: Frühlingslandschaft (861 G) • Jacob Gerritsz. Cuyp: Bildnis einer Frau (743); Junges Brautpaar als Damon und Phyllis (743 A); Bildnis eines Mannes (743 C) • Gerbrand van den Eeckhout: Darstellung Christi im Tempel (820); Merkur und Argus (829) • Govaert Flinck: Bildnis einer Dame (813 A) • Aert de Gelder: Landschaft mit Ruth und Boas (806 A) • Willem Claesz. Heda: Stillleben mit Römer (1644) • Cornelis de Heem: Fruchtgehänge (874 C) • Jan Davidsz. de Heem: Frucht- und Blumengehänge (906) • Meindert Hobbema: Waldige Landschaft (886) • Jan van Huysum: Blumenstrauß vor Nische (972); Blumenstrauß vor Nische (972 A); Blumenstrauß vor Nische (972 B); Blumenstrauß vor Nische (978) • Willem Kalf: Stillleben mit Nautilusbecher (948 G); Stillleben mit goldenem Pokal (948 J) • Thomas de Keijser: Familienbildnis (750); Bildnis eine Mannes mit Sohn (750 B); Bildnis einer Frau mit Tochter (750 C) • Simon Kick: Rastende Soldaten in einem Stall (858 A) • Nicolaes Maes: Verstoßung der Hagar (819 D) • Maso di Banco: Der hl. Antonius Eremita (1529); Johannes d. T. (1530) • Aert van der Neer: Winterlandschaft (840 C) • Anthonie Palamedesz: Bildnis eines Mädchens (741); Bildnis eines Knaben (758 B) • Jacob van Ruisdael: Bewegte See bei aufsteigendem Wetter (884) • Rachel Ruysch: Blumenstrauß (999) • Emanuel de Witte: Innenansicht einer Kirche (898); Innenansicht einer Kirche (1849) • Philips Wouwerman: Reitschule am Flussufer (899) |
| Italienische Meister       | Barnaba da Modena: Madonna (2184) • Fra Bartolomeo: Himmelfahrt Mariae (249) • Marco Basaiti: Beweinung Christi (6); Der hl. Sebastian (37) • Francesco Bassano: Allegorie des Herbstes (1937); Alegorie der Luft (1956) • Jacopo Bassano: Der barmherzige Samariter (314) • Leandro Bassano: Venezianischer Prokurator (318) • Domenico Beccafumi: Szenen aus dem Leben der hl. Lucia (2075) • Giovanni Bellini: Madonna (11); Altartafel mit drei Heiligen (20) • Jacopo Bellini: Beweinung Christi (1678) • Bernardo Bellotto: Marktplatz vor Pirna (503 B); Obertor von Pirna (503 C) • Ambrogio Borgognone: Thron. Madonna (51); Thron. Madonna mit Heiligen (52) • Sandro Botticelli: Madonna mit Leuchter tragenden Engeln (102) • Francesco Botticini: Christus am Kreuz (70 A); Krönung Mariae (72) • Willem Pietersz. Buytewech: Gastmahl im Freien (1691) • Caravaggio: Bildnis einer jungen Frau (356); Christus am Ölberg (359); Der hl. Matthäus mit dem Engel (365) • Giovanni Cariani: Anbetung der Hirten (B. 89) • Vittore Carpaccio Madonna mit zwei Heiligen (14) • Vincenzo Catena: Raimund Fugger (32) • Cima da Conegliano: Madonna (17) • Lorenzo Costa der Ältere: Darstellung Christi im Tempel (112) • Lorenzo di Credi: Maria, das Kind anbetend (100) • Carlo Crivelli: Christus im Grab mit Heiligen (1173) • Bernardo Daddi: Gemälde in drei Abteilungen (1064 A) • Domenichino: Vincenzo Scamozzi (375) • Domenico Fetti: Gleichnis vom bösen Weingärtner (1960) • Pier Francesco Fiorentino: Madonna (71 A) • Vincenzo Foppa: Beweinung Christi (I. 133) • Francesco Francia: Madonna in der Glorie von Hll. verehrt (122) • Domenico Ghirlandaio: Der hl. Vincentius Ferrerius (74); Der hl. Antonius (76); Madonna in der Glorie von Hll. verehrt (88) • Luca Giordano: Urteil des Paris (441) • Benozzo Gozzoli: Madonna mit heiligen (60 B) • Liberale da Verona: Der hl. Sebastian (46 A) • Filippino Lippi: Christus am Kreuz mit Maria und dem hl. Franziskus (96); Madonna(101) • Fra Filippo Lippi: Schutzmantelmadonna (95) • Lorenzo Monaco: Thronende Madonna mit zwei Heiligen und vier Engeln (1119); Madonna (1123 A); Lorenzo Veneziano: Die Hll. Marcus und Jaohannes d. T. (1650); Der hl. Bernhard (1650 A); Der hl. Hieronymus (1650 B) • Bastiano Mainardi: Thronende Madonna mit zwei Heiligen (68); Madonna (77) • Melozzo da Forli: Die Dialektik (54); Die Astronomie (54 A) • Alessandro Moretto Maria, Anna, das Christuskind und der Johannesknabe in der Glorie von zwei Mönchen verehrt (197); Madonna mit Johannesknabe (667) • Giovanni Battista Moroni: Vater und Sohn (B. 112) • Marco Palmezzano: Der auferstandene Christus (1129 A); Die Taufe Christi (2175) • Piero di Cosimo: Anbetung des Kindes (204) • Guido Reni: Die Einsiedler Paulus und Antonius in der Wüste (373); Venus und Amor (377) • Giovanni Santi: Madonna (140 A) • Andrea del Sarto: Thron. Madonna mit acht Heiligen (246) • Sassetta: Himmelfahrt Mariae mit Engelschören (1122) • Sassoferrato: Joseph mit Christuskind (419) • Jacopo del Sellaio: Beweinung Christi (1055); Julius Cäsar vor seiner Ermordung (1132); Julius Cäsars Ermordung (1133); Der hl. Hieronymus (1139) • Luca Signorelli: Pan als Gott des naturlebens (79 A) • Sodoma: Caritas (109) • Giovanni Battista Tiepolo: Verteilung des Rosenkranzes durch den hl. Dominikus (459 A); Erziehung eines Götterkindes (B. 228) • Jacopo Tintoretto: Luna mit den Horen (310) • Tizian: Der Admiral Giovanni Moro (161) • Cosmè Tura: Thronende Madonna mit vier Heiligen (111) • Paolo Veronese: Jupiter, Fortuna und Germania (303); Saturn hilft der Religion die Ketzerei überwinden (304); Minerva und Mars (309); Apollo und Juno (311); Jupiter, Juno Cybele und Neptun (326) |
| Spanische Meister          | Alonso Cano: Die hl. Agnes (414 B) • Bartolomé Esteban Murillo: Der hl. Antonius von Padua mit dem Christuskind (414); Anbetung der Hirten (414 C) • Jusepe de Ribera: Der hl. Sebastian (405 B) • Francisco de Zurbarán: Der hl. Bonaventura verweist den hl. Thomas von Aquino auf den Gekreuzigten als Quelle des Wissens (404 A) |

### Geteilte Sammlung
Bereits im Herbst 1945 hatte sich der Gesamtberliner Magistrat um eine Rückführung aller ausgelagerten Berliner Museumssammlungen bemüht, doch scheiterte dies vorerst am Mangel von geeigneten Räumlichkeiten und ab 1947 vor allem an der angeblich ungeklärten Frage, wem die ehemals preußischen Kunstsammlungen eigentlich gehörten. In der Folgezeit führte dies, gleichzeitig mit der staatlichen Zweiteilung Deutschlands, auch zu einer Trennung fast aller Kunstsammlungen der Staatlichen Museen zu Berlin. Je nach Aufbewahrungsort wurden die Bestände im Lauf der nächsten Jahre entweder zurück auf die Museumsinsel gegeben oder in die Obhut des West-Berliner Senats, der sie in die Stiftung Preußischer Kulturbesitz überführte.

#### Gemäldegalerie auf der Museumsinsel

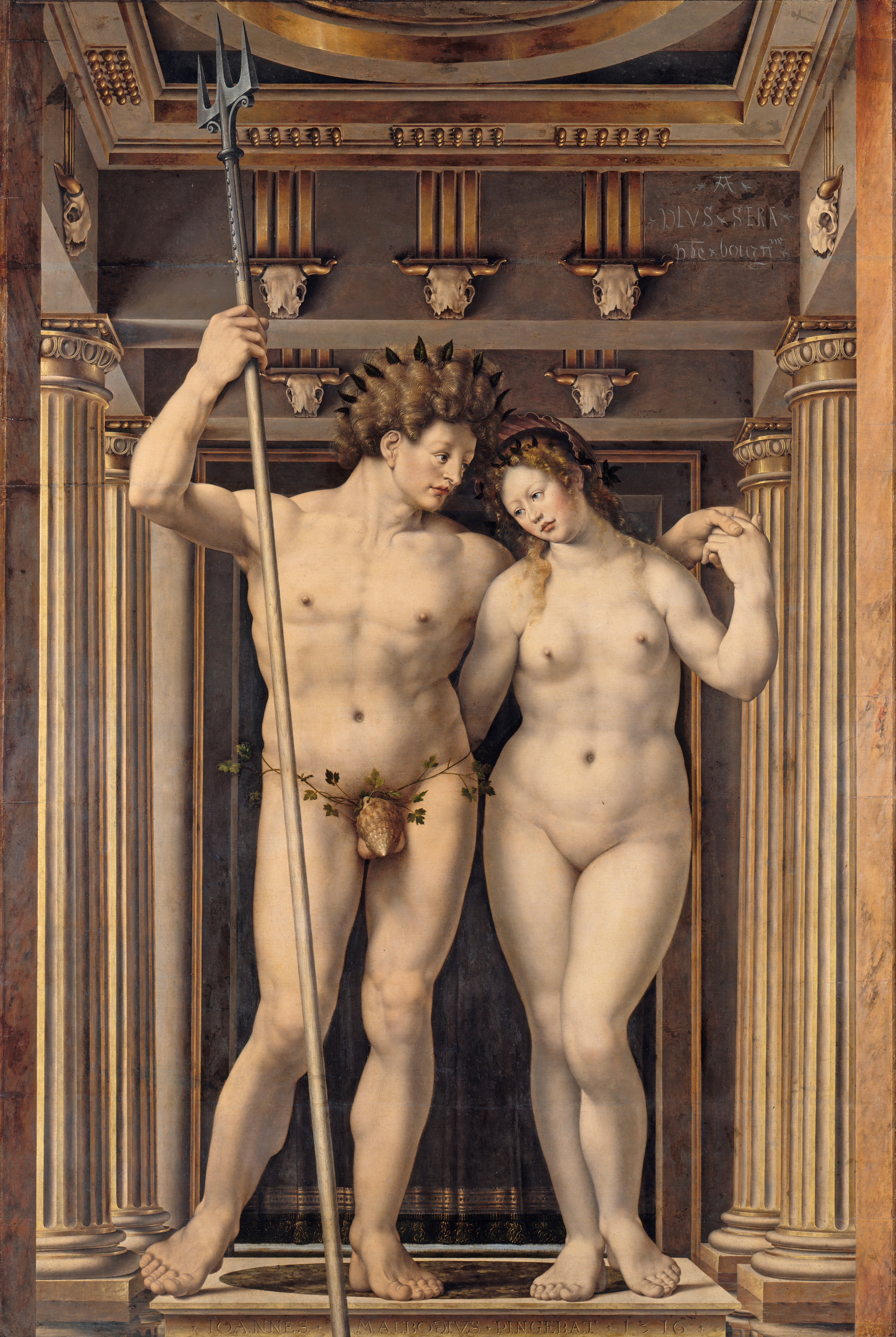
Jan Gossaert: Neptun und Amphitrite. Eines der prominentesten Bilder auf der Museumsinsel

Die dringendste Aufgabe bei den auf der Museumsinsel zurückgebliebenen Gemälden war nach 1945 deren konservatorische Betreuung. An eine sofortige Ausstellung war aufgrund der Gebäudeschäden nicht zu denken. Nur vereinzelt wurden in den Folgejahren einige Bilder in kleinen Ausstellungen präsentiert. 1958 kehrten 230 in die Sowjetunion überführte Bilder nach Ost-Berlin zurück und wurden teilweise, neben Kunstschätzen aus anderen Sammlungen, in der Ausstellung „Schätze der Weltkultur – von der Sowjetunion gerettet“ im Stammhaus der Berliner Nationalgalerie präsentiert. Danach wurden sie wieder deponiert. Erst ab 1963 kehrte die Gemäldegalerie in ihr letztes Stammhaus, das Kaiser Friedrich-Museum, zurück, das mittlerweile den Namen seines wirklichen Gründers Wilhelm von Bode trug. Anfänglich standen der Sammlung nur zehn Räume zur Verfügung, in denen 91 Bilder gezeigt werden konnten. In den Folgejahren wurde die Anzahl der Räume kontinuierlich erhöht, so dass auch mehr Bilder gezeigt werden konnten. In Vorbereitung auf die 750-Jahr-Feier Berlins im Jahre 1987 wurde das Bode-Museum einer ersten großen Sanierung unterzogen, nach der der Gemäldegalerie 26 Räume zur Verfügung standen. Die Anzahl der ausgestellten Bilder lag nun bei etwa 350 Stück, nicht mitgerechnet die Miniaturen, die ab 1979 in einem eigenen Kabinett präsentiert werden konnten.
Fälschlicherweise wurde von vielen Kunstfreunden angenommen, dass es sich bei den auf der Museumsinsel zurückgelassenen Bildern nur um Werke der zweiten und dritten Kategorie gehandelt habe, während sich die Auslese des Bestandes in Berlin-Dahlem befand. Doch das ist nicht richtig. Wegen ihrer Maße waren unter anderem viele großformatige Bilder in den Kellern der Museumsinsel eingelagert worden, darunter zahlreiche Altartafeln der italienischen Renaissance. Viele der Bilder auf der Museumsinsel befanden sich bis 1939 in den Schausammlungen und waren sogar weltberühmt, so unter anderem die Francesco di Giorgio Martini zugeschriebene Architektonische Vedute, Die Auferstehung Christi, die von Domenico Ghirlandaio begonnen und dann von seinen Söhnen vollendet wurde, Die hl. Barbara von Giovanni Antonio Boltraffio, die damals noch der Leonardo-Schule zugeschriebene Auferstehung Christi, die heute als eine Gemeinschaftsarbeit von Boltraffio und Marco d’Oggiono gilt, Vertumnus und Pomona vom Leonardo-Schüler Francesco Melzi, der Freskenzyklus der Europa von Bernardino Luini, Neptun und Amphitrite und Der Sündenfall von Jan Gossaert, das Epitaphbild Christus übergibt Petrus die Himmelsschlüssel, das niemand Geringerer als Peter Paul Rubens für das Grab von Pieter Bruegel d. Ä. gemalt hat, das erste Selbstbildnis von Nicolas Poussin und zahlreiche weitere Werke. Ausstellungsschwerpunkte waren vor allem Bilder von italienischen, altniederländischen und holländischen Malern.
Darüber hinaus gelang es der Sammlung, trotz der Abkopplung vom internationalen Kunstmarkt, bis zur Vereinigung mit den Dahlemer Beständen 1992, rund 100 neue Bilder zu erwerben, darunter Werke von Jan van Bijlert, Francesco Botticini, Giovanni Cariani, Thomas Gainsborough und Jean Marc Nattier.
| Altniederländische Meister | Frans Pourbus d. Ä.: Bildnis eines Mannes (2225) |
| Deutsche Meister           | Jan Baegert: Die Geißelung und Dornenkörung Christi (2233) • Balthasar Denner: Bildnis eines alten Mannes (2241) • Christian Wilhelm Ernst Dietrich: Bildnis eines Mannes (2265) • Badende Nymphen in bergiger südlicher Ruinenlandschaft (2279) • Anton Graff: Der kurfürstliche Kriegsrat Johann Gottlieb von Leyser (2197) • Anton von Maron: Selbstbildnis (2202) • Anna Dorothea Therbusch: Bildnis des Christian Andreas Cothenius (2224) |
| Englische Meister          | Thomas Gainsborough: Bildnis der Margaret Burr (2200) |
| Flämische Meister          | Hendrik van Steenwyck d. J.: Innenansicht der Kathedrale von Antwerpen mit einer Prozession (2232) • David Vinckboons: Waldige Landschaft mit Jäger und Fuhrwerk (2198) • Simon de Vos: Das Fest des Herodes (2227) |
| Französische Meister       | Jean Marc Nattier: Bildnis der Marie Clara Philippine von Ingelheim (2242) • Antoine Pesne: Simson und Delila (2278) |
| Holländische Meister       | Jan van Bijlert: Wahrsagerin mit jungen Paar (2207); Die Auffindung Mosis (2237) • Cornelis Corneliszoon van Haarlem: Herkules und Achelous (2280) • Wouter Pietersz. Crabeth II.: Die Falschspieler (2196) • Herman Saftleven d. J.: Bauernhof mit dem verlorenen Sohn (2240) • Wallerant Vaillant: Doppelbildnis eines Ehepaars (2204) • Hendrick Cornelisz. Vroom: Holländische Schiffe vor der Einfahrt in den Sund bei Schloss Kronborg (2245) • Jan Weenix: Stillleben mit totem Hasen und Vögeln in einer Parklandschaft (2250) • Philips Wouwerman: Aufbruch zur Falkenjagd (2191) |
| Italienische Meister       | Francesco Botticini: Maria mit dem Kinde, dem Johannesknaben und zwei Engeln (1168) • Giovanni Cariani: Bildnis eines Astronomen (2201) • Luca Giordano: Maria mit dem Kinde als Mutter des Erbarmens (2214) • Pietro Rotari: Bildnis eines Mannes in orientalischem Kostüm (2246); Bildnis einer Frau in orientalischem Kostüm (2275) • Alessandro Varotari: Die Ehebrecherin vor Christus (2255) |

#### Gemäldegalerie in Dahlem

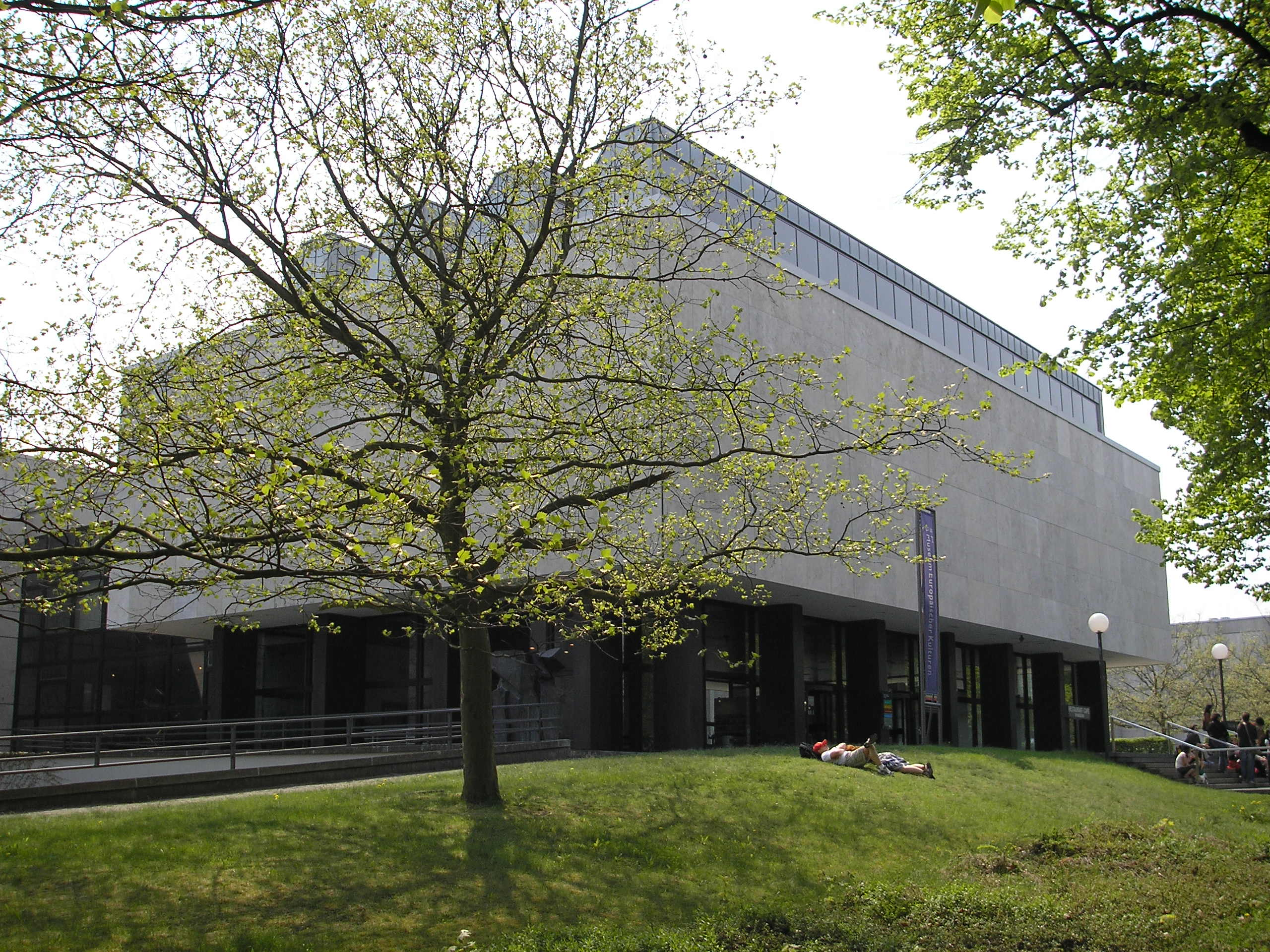
Der Museumskomplex in Dahlem – Ehemaliger Ausstellungsort der Gemäldegalerie in West-Berlin

Spätestens ab 1949 war klar, dass die in Wiesbaden aufbewahrten Bilder der Berliner Gemäldegalerie nicht so schnell auf die Museumsinsel zurückkehren würden. Dafür machte sich nun aber der West-Berliner Senat Hoffnung, diese Bilder zu bekommen. Um geeignete Räumlichkeiten zur Verfügung zu haben, baute man das in Dahlem zwischen 1912 und 1916 von Bruno Paul erbaute ehemalige Asiatische Museum aus, wo 1950 eine Auswahl von 149 Berliner Gemälden gezeigt wurde. Als im Folgejahr das Bundesland Hessen, das die Berliner Schätze gerne behalten wollte, unter Berufung auf alliiertes Besatzungsrecht die Rückgabe der Bilder verlangte, strengte der Kaiser Friedrich-Museums-Verein, dem einige der ausgestellten Bilder gehörten, einen Musterprozess an, in dem das Land Hessen aufgefordert wurde, das damals noch Rembrandt zugeschriebene Gemälde Der Mann mit dem Goldhelm zurückzugeben. Nachdem sich die Bundesregierung in den Streit eingeschaltet hatte, wurde dem Verein sein Besitzrecht zuerkannt, so dass alle in Westdeutschland befindlichen Kunstwerke aus seinem Besitz 1953 nach West-Berlin überführt wurden.
Im Anschluss an diese Entscheidung begann man sich mit der Frage zu beschäftigen, was mit den anderen Berliner Kunstschätzen, die sich ebenfalls in Westdeutschland befanden, geschehen sollte. Am 27. Januar 1955 wurde auf einer Bundestagssitzung einstimmig beschlossen, diese Kunstwerke in einer noch zu gründenden Stiftung Preußischer Kulturbesitz zusammenzufassen, die ihren Sitz in West-Berlin haben sollte. Noch im selben Jahr wurden die Gemälde nach West-Berlin überführt, wo sie ab 1956 im Museumsbau in Dahlem ausgestellt wurden. Im Folgejahr wurde das Gesetz zur „Errichtung der Stiftung Preußischer Kulturbesitz“ endgültig vom Bundestag verabschiedet.

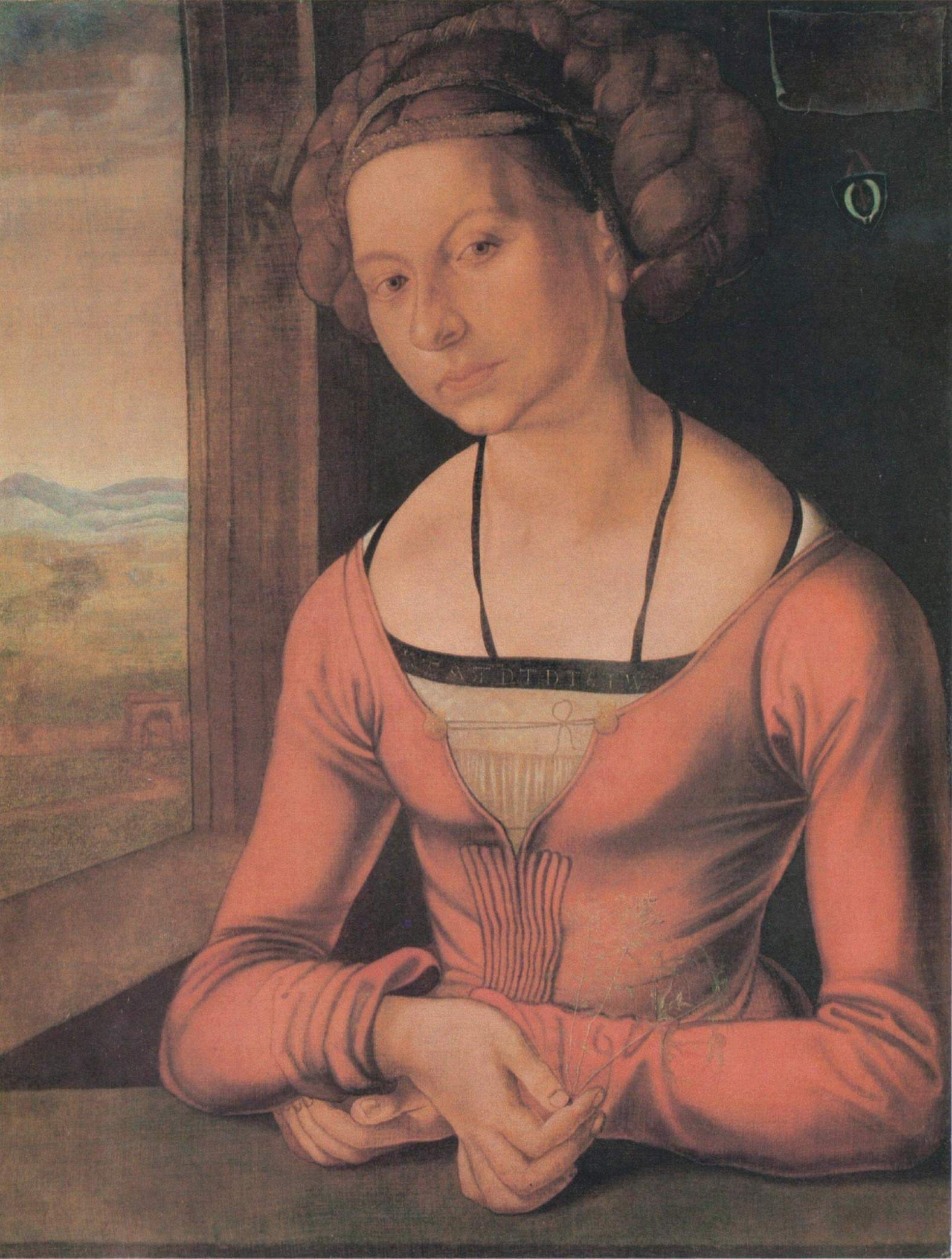
Albrecht Dürer: Bildnis einer jungen Frau. Erworben 1977

Damit bezogen die 1225 in West-Berlin befindlichen Bilder nun ihr drittes Haus, das sich aber wegen seiner ungünstigen Lichtverhältnisse schon bald als wenig geeignet für ein Bildermuseum erwies. Die Situation in Dahlem verbesserte sich wesentlich, als 1966–1970 das Museumszentrum Dahlem nach dem Entwurf von Fritz Bornemann mit großflächigen Neubauten in Nutzung gehen konnte, was auch der Gemäldegalerie zugutekam. Doch gab es bereits in den 1960er Jahren Überlegungen, für die Bestände einen Museumsneubau am Südrand des Tiergartens, im Kulturforum Berlin, zu errichten. Diese Planungen zogen sich aber über die nächsten Jahrzehnte dahin, so dass der geplante Neubau erst 1998 der Öffentlichkeit übergeben werden konnte.
Von Anfang an stellte man der Gemäldegalerie umfangreiche Geldmittel zur Verfügung, um die durch den Krieg und die Teilung gerissenen Lücken wenigstens teilweise kompensieren zu können. Durch die Anbindung an den internationalen Kunstmarkt konnten bis 1991 rund einhundert Bilder erworben werden. Dazu kamen eine ganze Reihe von Neuerwerbungen des Kaiser Friedrich-Museums-Vereins sowie mehrere als Dauerleihgabe überlassene Bilder der Bundesrepublik Deutschland, die noch erhaltenen Bilder der Stiftung Streit, die vorher dem im Krieg zerstörten Gymnasium zum Grauen Kloster gehört hatten, und mehrere Dauerleihgaben aus Privatbesitz.
| Eigene Erwerbungen         | Eigene Erwerbungen |
| -------------------------- | --- |
| Altniederländische Meister | Pieter Aertsen: Marktfrau am Gemüsestand (61.3) • Jan Sanders van Hemessen: Die Lautenspielerin (59.4) • Meister der Mansi-Magdalena: Maria mit dem Kinde (84.7) |
| Deutsche Meister           | Albrecht Dürer: Bildnis einer Frau Fürleger mit geflochtenem Haar (77.1) • Anton Graff: Bildnis Prinz Heinrich XIV. Reuss ältere Linie (52.1); Bildnis Friedrich Ludolph Hansen (54.4) • Hans Holbein d. Ä.: Maria mit dem schlafenden Kinde (Madonna Böhler) (91.2) • Angelika Kauffmann: Cephise und ihr Geliebter entdecken den schlafenden Amor in den Wäldern von Idalia (86.3); Cephise beschneidet dem schlafenden Amor die Flügel (86.4) • Anna Dorothea Therbusch: Bildnis eines Mannes (55.3) |
| Englische Meister          | Thomas Gainsborough: Bildnis der Mrs. Robert Hingeston (62.1); Gruppenbildnis der Marsham-Kinder (82.4) • Thomas Lawrence: Gruppenbildnis der Angerstein-Kinder (79.2) • Henry Raeburn: Bildnis der Mrs. Anne Hart (82.3) • Joshua Reynolds: Familienbildnis des George Clive mit indischer Dienerin (78.1); Bildnis der Lady Sunderlin (83.4) |
| Flämische Meister          | Jacob Jordaens: Die Rückkehr der Heiligen Familie aus Ägypten (57.2); Die Entführung der Europa (81.2) • Alexander Keirincx: Waldlandschaft mit der taufe Christi (61.1) • Joos de Momper: Grottenlandschaft mit Johannes d. T. (62.4) • Frans Snyders: Stillleben mit Jagdbeute, Früchtekorb und Gemüse (65.4) • Sebastiaen Vrancx: Flämische Kirmes (89.1) |
| Französische Meister       | François Boucher: Landschaft mit Turm und Brücke (71.2); Landschaft mit Bauernhaus (71.3) • Nicolas de Largillierre: Der Bildhauer Nicolas Coustou in seinem Atelier (80.1) • Georges de La Tour: Erbsen essendes Bauernpaar (76.1) • Antoine Pesne: Bildnis der Luise Ulrike Prinzessin von Preußen (53.1); Bildnis Graf Gustav Adolph Gotter (54.2); Bildnis des Londoner Kaufmanns Heri Voguell (55.8); Bildnis der Marie de Rège (61.2); Bildnis des Vollrath de Rège (61.5); Lautenspieler mit Gesellschaft in einem Park (62.7) • Hubert Robert: Christus vertreibt die Wechsler aus dem Tempel (67.2) • Claude Joseph Vernet: Ansicht der Seine bei Nogent-sur-Seine (75.2) • Elisabeth Louise Vigée-Lebrun: Prinz Heinrich Lubomirski als Genius des Ruhmes (74.4) |
| Holländische Meister       | Jan Asselijn: Wiederaufbau des Muiderdeiches (58.2) • Jan Davidsz. de Heem: Stillleben mit Früchten und Hummer (75.3) • Thomas de Keyser: Bildnis einer Frau (82.1) • Jan Lievens: Betender Einsiedler (65.2) • Johannes Lingelbach: Italienische Straßenszene (86.2) • Isack van Ostade: Inneres eines Bauernhauses (58.4) • Matteus Stomer: Christus am Ölberg (69.2) |
| Italienische Meister       | Jacopo + Francesco Bassano: Der Auszug Abrahams nach Kanaan (60.4) • Ludovico Carracci: Christus in der Wüste von Engeln bedient (85.2) • Giuseppe Maria Crespi: Die Geburt des Arkas (Adonis?) (68.1) • Benvenuto Tisi Garofalo: Die Steinigung des heiligen Stephanus (65.3) • Orazio Gentileschi: Loth und seine Töchter (70.2) • Guercino: Die Verlobung der heiligen Katharina von Alexandria (70.1) • Pietro Longhi: Die Musikstunde (73.2) • Giovanni Battista Moroni: Bildnis des Dan Gabriel de la Cueva, Herzog von Alburquerque (79.1) • Giovanni Paolo Panini: Phantasielandschaft mit antiken Ruinen (57.1); Phantasielandschaft mit römischen Ruinen (64.1); Die Ausfahrt des Duc de Choiseul auf dem Petersplatz in Rom (80.2) • Sebastiano del Piombo: Ceres, auf einem Brunnenrand sitzend (56.1) • Giovanni Battista Pittoni: Die heilige Anna, begleitet von den heiligen Petrus und Antonius von Padua, unterweist die jugendliche Maria im Lesen der heiligen Schrift (88.1) • Salvator Rosa: Pythagoras und die Fischer (59.1) • Marco Ricci: Südliche Landschaft im Abendlicht (75.4) • Francesco Solimena: Thronende Maria mit dem Kinde und den Heiligen Dominikus und Katharina von Siena (71.1) |
| Spanische Meister          | Bartolomé Esteban Murillo: Die Taufe Christi (68.2) |

| Dauerleihgaben der Bundesrepublik Deutschland | Dauerleihgaben der Bundesrepublik Deutschland |
| --------------------------------------------- | --- |
| Altniederländische Meister                    | Meister der weiblichen Halbfiguren: Neptun und Thetis |
| Flämische Meister                             | Peter Paul Rubens: Die Heiligen Gregor, Maurus, Papianus und Domitilla                                                                                           |
| Französische Meister                          | Antoine Watteau: Der Tanz |
| Italienische Meister                          | Paris Bordone: Mars und Venus, von Vulkan überrascht • Francesco Guarino: Die Heimsuchung Mariae • Sebastiano Ricci: Die olympischen Götter (neun Deckengemälde) |

### Wiedervereinigung der Gemäldegalerie
Bereits im November 1989 begannen, mit Blick auf die bevorstehende Wiedervereinigung der beiden Stadthälften, erste Gespräche über eine Zusammenführung der Bestände der Gemäldegalerie aus Ost- und West-Berlin, die am 1. Januar 1992 offiziell in Kraft trat. Parallel dazu kam es zu heftigen Debatten über den künftigen Standort der Sammlung, bei der die Traditionalisten, die eine Rückführung der Bilder an ihrem ursprünglichen Standort im heutigen Bode-Museum befürworteten, erstmal den Kürzeren zogen. Ausschlaggebend dafür waren unter anderem die schon weit vorangeschrittenen Planungen für einen Neubau der Gemäldegalerie am Kulturforum, für die auch die finanziellen Mittel schon bereitstanden. Dagegen war das Bode-Museum für die Gesamtbestände viel zu klein und ein Neubau hätte eine direkte Zusammenführung der Bestände noch weiter verzögert. Allerdings erwies es sich als Manko, dass der Neubau größenmäßig nur für die West-Berliner Bestände konzipiert worden war, so dass auch das neue Domizil der Sammlung wieder viel zu klein war. Um dennoch eine größere Anzahl an Bildern zeigen zu können, wurden die Räumlichkeiten im Sockelgeschoss, die eigentlich Restaurierungswerkstätten aufnehmen sollten, in eine Studiengalerie umgebaut, so dass die Gemäldegalerie in der Lage ist, heute knapp die Hälfte ihres Gesamtbestandes zu zeigen.
Erst mit der schrittweisen Zusammenführung der Bestände war es möglich, den Gesamtbestand wissenschaftlich zu erfassen und einen endgültigen Katalog der tatsächlichen Kriegsverluste aufzustellen, die sich als sehr viel höher erwiesen, als vorher schon befürchtet. In seinem Endergebnis stand die Dokumentation der Verluste, die 1995 erschien und die Verluste in 5 Kategorien auflistete:
- I. Vermutlich im Flakturm verbrannte Gemälde
- II. Vermisste Altausleihen
- III. 1945/46 in die Sowjetunion überführte und nicht zurückgegebene Gemälde
- IV. Diverse vorher noch nicht dokumentierte Verluste vor 1945
- V. Sonstige gestohlene und zerstörte Gemälde

Für mehrere vermisste Bilder konnte ein derzeitiger Aufenthaltsort ermittelt werden. So befinden sich heute unter anderem ein in Friedrichshain zerstört geglaubtes Bild von Francesco Fontebasso, Der heilige Franziskus von Padua in deutschem Privatbesitz und zwei alte Ausleihbilder von Jacopo del Sellaio und Paris Bordone im Nationalmuseum in Warschau. Von 19 weiteren Bildern, darunter Werke von Jan Gossaert und Guercino, ist bekannt, dass sie nach 1945 von sowjetischem Militär beschlagnahmt wurden und später nicht mehr zurückgegeben wurden. Im April 2006 konnte durch diese Dokumentation erstmals ein seit 1944 vermisstes, dem Alessandro Allori zugeschriebenes Bildnis der Eleonora von Toledo wiederentdeckt und an die Gemäldegalerie zurückgeführt werden, und gehört derzeit zur Schausammlung im Bode-Museum. Im Februar 2012 vermeldeten die Staatlichen Museen die Rückführung einer Maria mit dem Kinde, die in alten Inventarverzeichnissen als ein Werk von Giovanni Antonio Boltraffio geführt wird; dabei handelt es sich um eines der Bilder, die nachweislich im Flakturm Friedrichshain ausgelagert waren und als verbrannt galten.
1996 erschien ein Gesamtverzeichnis der Gemäldegalerie, in der alle bis 1995 in der Galerie vorhandenen Bilder aufgelistet sind. Ein Jahr später folgte eine CD des Gesamtbestandes, die im Wesentlichen auf den Printkatalog des Vorjahres beruht, aber teilweise bereits eine Menge Neuzuschreibungen von einzelnen Werken berücksichtigt.
Im Januar 2006 wurde das Bildnis des Schauspielers Anton Huck von Johann Georg Edlinger (nach 1785) erworben. Im Jahr 2011 erwarb die Gemäldegalerie mit der Maria mit Kind und dem heiligen Bruno ein bedeutendes Bild von Jusepe de Ribera (Inv.-Nr.: 2011.1) und das Bildnis eines jungen Mannes von einem Nürnberger Maler aus der Zeit um 1480/85 (Inv.-Nr.: 2011.3).

### Umzugspläne
Der Masterplan Museumsinsel sieht vor, die Gemäldegalerie auf lange Sicht auf die Museumsinsel zurückzuholen, was den Umzug der Gemäldesammlung von ihrem heutigen Standort in einen dort für sie zu errichtenden Neubau erforderlich macht. Dieser Neubau ist auf dem ehemaligen Kasernengelände gegenüber dem Bode-Museum vorgesehen und wurde vom amtierenden Präsidenten der Stiftung Preußischer Kulturbesitz, Hermann Parzinger, als eine vordringliche Aufgabe zum Abschluss des Gesamtensembles Museumsinsel benannt. Die konkreter werdenden Planungen sahen vor, künftig alle Gemälde und Skulpturen der südlichen Schulen im Bode-Museum und alle weiteren Werke der beiden Sammlungen im Neubau auszustellen. Das jetzige Stammhaus am Kulturforum wäre dann der Nationalgalerie angeschlossen worden und hätte künftig moderne Kunst präsentiert. Im Juni 2012 stand diese Planung unvermittelt kurz vor der Umsetzung, als überraschend 10 Millionen Euro aus dem Bundeshaushalt für einen Umzug der Sammlung und einen Umbau des bisherigen Gebäudes der Gemäldegalerie freiwurden. Es wurde jedoch international Kritik an der geplanten vorübergehenden Depot-Lagerung der Sammlung während der Bauzeit (wegen der unabsehbaren Kosten und Fertigstellung) laut, weshalb das Bundesamt für Bauwesen und Raumordnung die Gesamtplanung überprüfte. Es legte im August 2013 eine Machbarkeitsstudie vor, die sich dafür aussprach, den Neubau am Bodemuseum fallenzulassen und stattdessen neben der Neuen Nationalgalerie am Kulturforum einen deutlich kostengünstigeren Neubau für ein Museum der Moderne zu errichten. Die Stiftung Preußischer Kulturbesitz hat dieser Lösung zugestimmt; damit wird der Standort der Gemäldegalerie mittelfristig im bisherigen Gebäude am Kulturforum bleiben.

## Direktoren
- Gustav Friedrich Waagen (1794–1868), 1823 bis 1868
- Julius Meyer (1830–1893), 1872 bis 1890
- Wilhelm von Bode (1845–1929), 1890 bis 1920
- Max Jakob Friedländer (1867–1958), 1924 bis 1933
- Karl Koetschau (1868–1949), 1933 bis 1936
- Ernst Heinrich Zimmermann (1886–1971), 1936 bis 1945
- West-Berlin:
  - Ernst Heinrich Zimmermann, bis 1957
  - Cornelius Müller Hofstede (1898–1974), 1957 bis 1964
  - Robert Oertel (1907–1981), 1964 bis 1973
  - Henning Bock (* 1931), 1973 bis 1990
- Ost-Berlin:
  - Ludwig Justi (1876–1957), 1946 bis 1957
  - Hans Werner Grohn (1929–2009), 1957 bis 1960
  - Irene Geismeier (* 1935), 1960 bis 1990
- Wiedervereinte Gemäldegalerie:
  - Henning Bock, 1990 bis 1996
  - Jan Kelch (1939–2017), 1996 bis 2004
  - Bernd Wolfgang Lindemann (* 1951), 2004 bis 2016
  - Michael Eissenhauer (* 1956), 2016 bis 2020
  - Dagmar Hirschfelder (* 1973), seit 2021

## Sammlung
Die Gemäldegalerie bewahrt derzeit mehr als 3500 Gemälde (davon rund 2900 Bilder eigener Bestand) und weitere 3000 historische Rahmen auf, die heute organisatorisch in insgesamt zehn Abteilungen aufgegliedert sind:
- Deutsche Malerei des 13. bis 16. Jahrhunderts
- Deutsche Malerei des 17. und 18. Jahrhunderts
- Niederländische Malerei des 14. bis 16. Jahrhunderts
- Flämische Malerei des 17. Jahrhunderts
- Holländische Malerei des 17. Jahrhunderts
- Italienische Malerei des 13. bis 16. Jahrhunderts
- Italienische Malerei des 17. und 18. Jahrhunderts
- Spanische Malerei des 15. bis 18. Jahrhunderts
- Französische Malerei des 15. bis 18. Jahrhunderts
- Englische Malerei des 18. Jahrhunderts

### Eigene Bestände

#### Deutsche Malerei des 13. bis 16. Jahrhunderts

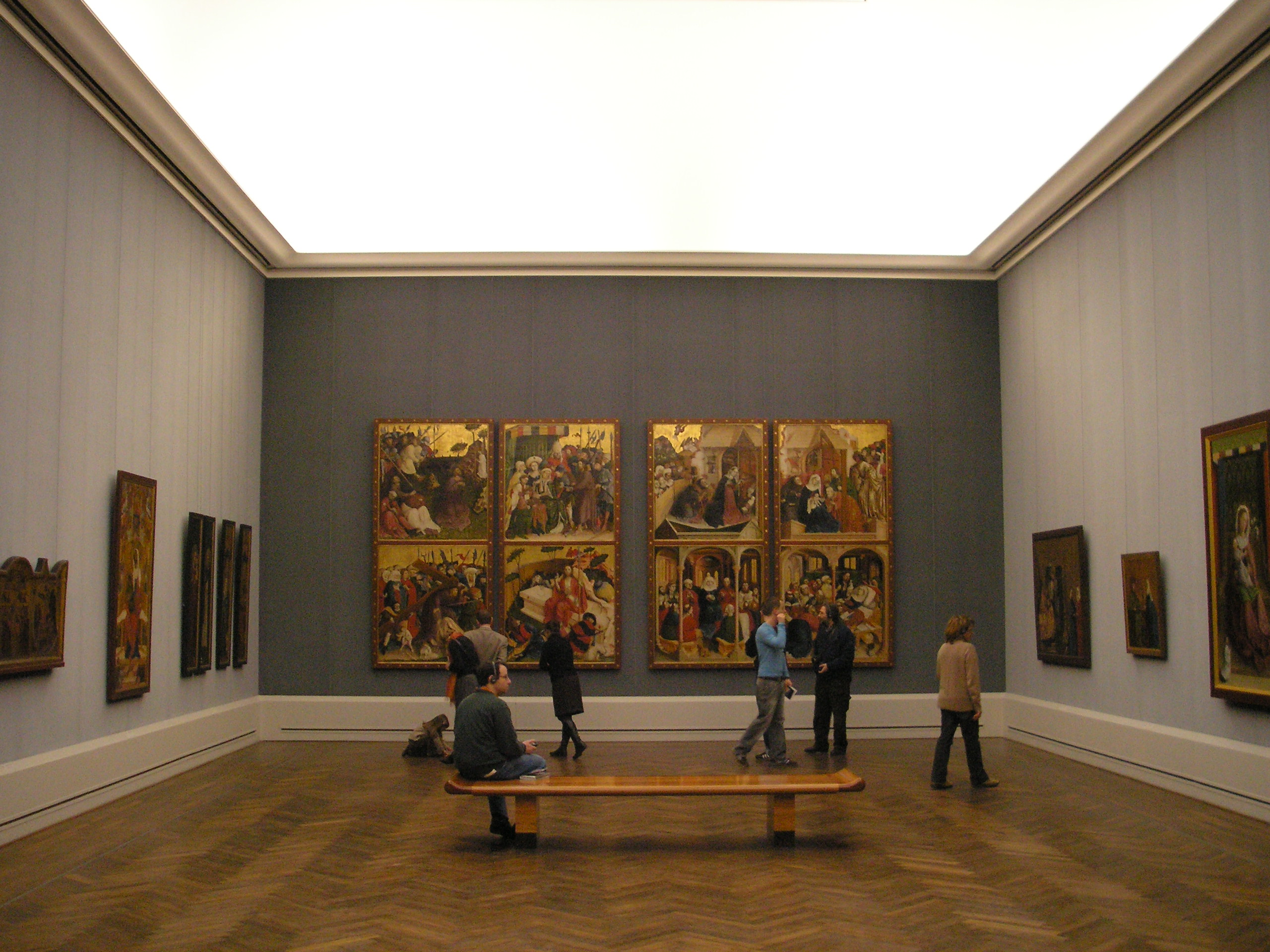
Interieur Saal I mit frühester deutscher Tafelmalerei

Diese Abteilung der Gemäldegalerie beherbergt eine der bedeutendsten Sammlungen altdeutscher Malerei weltweit, in der alle Schulen und Stilrichtungen der Zeit fast lückenlos präsentiert werden. Zu den Höhepunkten der Sammlung gehören die „Flügel des Wurzacher Altars“, die zu den wenigen malerischen Arbeiten des sonst eher als Bildhauer tätigen Hans Multscher gehören, zwei Bilder von Konrad Witz, zwei Bilder vom Meister des Hausbuchs, ein Martin Schongauer, zwei Bilder von Hans Holbein d. Ä., je sieben Bilder von Albrecht Dürer, Hans Baldung und Albrecht Altdorfer, 22 Bilder von Lucas Cranach d. Ä. und fünf Bilder von Hans Holbein d. J.

#### Deutsche Malerei des 17. und 18. Jahrhunderts
In diesem Bereich überschneidet sich die Sammlung teilweise mit den Beständen der Berliner Nationalgalerie. Sie ist nicht ganz so umfangreich wie der Bereich älterer deutscher Malerei, gehört aber trotzdem zu den bedeutenderen ihrer Art. Zum Bestand gehören Maler wie Daniel Chodowiecki, Christian Wilhelm Ernst Dietrich, Johann Georg Edlinger, Adam Elsheimer, Anton Graff, Angelika Kauffmann, Christian Bernhardt Rode und Johann Rottenhammer, die mit meist größeren Werkkomplexen vertreten sind.
Aus organisatorischen Gründen sind den beiden Abteilungen der deutschen Malerei auch die Bilder von österreichischen und schweizerischen Malern zugeordnet.

#### Niederländische Malerei des 14. bis 16. Jahrhunderts
In diesem Bereich gilt die Berliner Sammlung als eine der bedeutendsten weltweit. Sie liefert einen nahezu lückenlosen Überblick von ihren Anfängen bis zum Ende der Renaissance und präsentiert die Hauptmeister mit zahlreichen Hauptwerken ihrer Kunst. Den Anfang der Sammlung markieren drei Arbeiten des Jan van Eyck, die zu den besten Werken seines Schaffens gehören. Dem schließen sich vier Bilder von Petrus Christus, zwei Bilder von Robert Campin sowie Bilder seiner Schüler Jacques Daret und Rogier van der Weyden an. Letzterer ist mit drei Altären, zwei Einzeltafeln und einer Reihe weiterer Arbeiten aus der Werkstatt in keiner anderen Sammlung so präsent wie in Berlin. Darüber hinaus besitzt die Sammlung das einzige unbestrittene Bild des Aelbert van Ouwater, je zwei Bilder von Dierick Bouts, Gerard David und Geertgen tot Sint Jans, drei Bilder von Hugo van der Goes, drei Bilder von Hans Memling, sechs Bilder von Jan Gossaert und nochmal zwei Bilder von Pieter Bruegel d. Ä. Dem schließen sich Bilder von Hieronymus Bosch, Lucas van Leyden, Quinten Massys, Marinus van Reymerswaele an.

#### Flämische Malerei des 17. Jahrhunderts

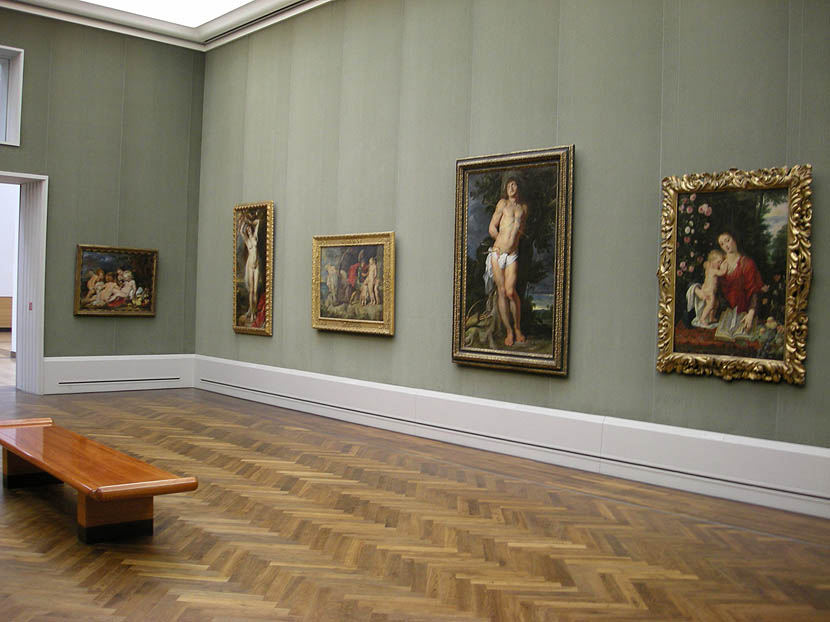
Interieur Saal VIII: Rubenssaal

Diese Abteilung bietet einen exemplarischen Überblick über die flämische Malerei dieser Epoche, in deren Mittelpunkt Peter Paul Rubens mit siebzehn Bildern, Anthonis van Dyck mit sieben, Jacob Jordaens mit drei und David Teniers d. J. mit acht Bildern stehen. Um diesen Kern gruppieren sich mehr als zweihundert weitere Bilder, die einen guten Überblick über die flämische Malerei dieser Zeit bieten. Darunter befinden sich Bilder von Adriaen Brouwer, Jan Brueghel d. Ä., Jan Brueghel d. J., Pieter Brueghel d. J., Gonzales Coques, Jan Fyt, Jan Davidsz. de Heem und Frans Snyders.

#### Holländische Malerei des 17. Jahrhunderts
Die holländische Abteilung gehört zu den besten Sammlungen überhaupt und bietet einen hervorragenden Überblick über diese Kunstepoche. Im Zentrum der Sammlung steht Rembrandt, von dessen Bildern die Sammlung derzeit 16 allgemein anerkannte Werke besitzt und damit zu den größten Einzelsammlungen dieses Meisters gehört. Neben einer hervorragenden Kollektion von Arbeiten aus seinem Umkreis und seiner Nachfolge (Gerard Dou, Govaert Flinck, Aert de Gelder und Philips de Koninck) bietet die Sammlung einen umfassenden Überblick über die holländische Malerei dieser Epoche insgesamt. Zu den teilweise mit größeren Werkkomplexen präsenten Malern gehören unter anderem Willem van Aelst, Jan Asselijn, Nicolaes Pietersz. Berchem, Gerard ter Borch, Hendrick ter Brugghen, Pieter Claesz, Aelbert Cuyp, Jan van Goyen, Frans Hals, Gerrit van Honthorst, Pieter de Hooch, Willem Kalf, Pieter Lastman, Adriaen van Ostade, Isack van Ostade, Paulus Potter, Jacob van Ruisdael und Jan Steen, Jan Vermeer und Emanuel de Witte.

#### Italienische Malerei des 13. bis 16. Jahrhunderts

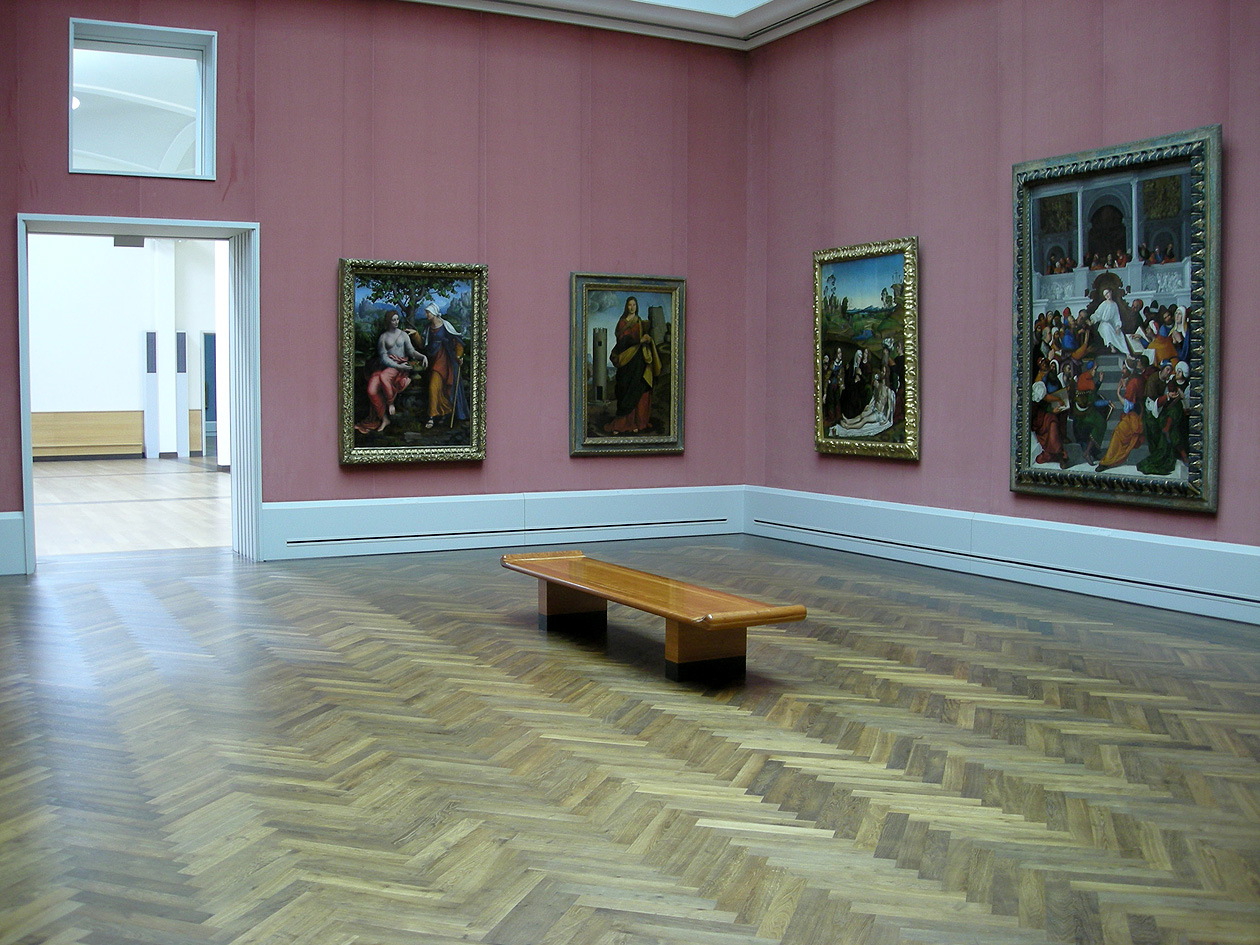
Interieur Saal XVII mit großformatigen Bildern der italienischen Hochrenaissance

Dieser Bereich ist die umfangreichste Abteilung und bietet einen umfassenden Überblick über die italienische Malerei dieser Zeit. Am Anfang der Trecento-Sammlung stehen zwei der wenigen eigenhändigen Tafelbilder von Giotto di Bondone, dem sich unter anderen bedeutende Bilder von Maso di Banco, Agnolo Gaddi, Taddeo Gaddi, Lippo Memmi, Bernardo Daddi, Pietro Lorenzetti, Simone Martini, Lorenzo Monaco und Gentile da Fabriano anschließen. Die Quattrocento-Sammlung wird von der größten Sammlung von Einzeltafeln des Masaccio eingeleitet. Dem folgen ein Bild von Piero della Francesca, fünf Bilder von Fra Angelico, zwei Bilder von Domenico Veneziano, ein Bild von Antonio del Pollaiuolo, zwei von seinem Bruder Piero del Pollaiuolo, drei Bilder von Fra Filippo Lippi, drei Bilder von seinem Sohn Filippino Lippi, drei Bilder von Sandro Botticelli, vier Bilder von Luca Signorelli, sieben Bilder von Giovanni Bellini, zwei Bilder von Domenico Ghirlandaio, drei Bilder von Andrea Mantegna sowie Bilder von Gentile Bellini, Piero di Cosimo, Antonello da Messina und eine der wenigen unbestrittenen Tafeln von Andrea del Verrocchio. Das Cinquecento präsentiert sich mit bedeutenden Arbeiten von Giorgione, Tizian, Palma il Vecchio, Lorenzo Lotto, Sebastiano del Piombo, Agnolo Bronzino, Paris Bordone, Paolo Veronese, Jacopo Tintoretto, Giovanni Battista Moroni, Antonio da Correggio und Parmigianino.

#### Italienische Malerei des 17. und 18. Jahrhunderts
Weit weniger geschlossen, dafür mit hervorragenden Beispielen präsentieren sich die späteren Italiener. Neben mehreren Werken der Carracci-Familie präsentiert die Sammlung Werke von Jacopo Amigoni, Pompeo Girolamo Batoni, Canaletto, Caravaggio, Giuseppe Maria Crespi, Carlo Dolci, Orazio Gentileschi, Luca Giordano, Giovanni Antonio Guardi, Francesco Guardi, Sebastiano Ricci, Guercino, Giovanni Battista Pittoni, Giovanni Battista Tiepolo und Giovanni Domenico Tiepolo.

#### Spanische Malerei des 15. bis 18. Jahrhunderts
Rein zahlenmäßig gehört die spanische Abteilung zu den größeren Sammlungen in Deutschland. Bis auf wenige Ausnahmen gelten die vorhandenen Werke aber eher als zweit- bis drittklassig, sodass derzeit nur einige wenige Werke innerhalb der Präsentation spanischer Meister des 17. und 18. Jahrhunderts öffentlich gezeigt werden. Zu den wenigen bedeutenden Bildern gehören Arbeiten von Bartolomé Bermejo, Pedro Berruguete, Bartolomé Esteban Murillo, Luis de Morales, Diego Velázquez und Francisco de Zurbarán. Einige weitere Beispiele der frühen spanischen Malerei werden seit 2006 auch in der Skulpturensammlung im Bode-Museum ausgestellt. Bei den nicht ausgestellten Werken handelt es sich, bis auf wenige Ausnahmen (z. B. eine Skizze von Francisco de Goya und Werke von Alonso Cano und Mateo Cerezo) um Werke eher unbekannter Meister, um Schul- oder Werkstattbilder und Kopien.

#### Französische Malerei des 15. bis 18. Jahrhunderts
Die französische Abteilung bietet einen kleinen Überblick über die alte französische Malerei, in der eine ganze Reihe hervorragender Werke enthalten sind. Zu den frühen Leuchttürmen der französischen Malerei überhaupt gehören die Werke von Simon Marmion und Jean Fouquet. In Berlin befindet sich außerdem das einzige Bild von Georges de La Tour in einer öffentlichen Sammlung in Deutschland. Dem folgen Arbeiten von Jean-Baptiste Greuze, Nicolas de Largillière, Eustache Le Sueur, Claude Lorrain, Jean Baptiste Chardin, Nicolas Poussin, Antoine Watteau, Antoine Pesne, Hubert Robert und François Boucher.

#### Englische Malerei des 18. Jahrhunderts
Die englische Malerei ist zwar die zahlenmäßig kleinste Abteilung der Berliner Gemäldegalerie, trotzdem bildet sie die größte Kollektion ihrer Art in einem deutschen Museum. Im Zentrum stehen insgesamt fünf Bilder von Thomas Gainsborough. Es folgen unter anderen drei Bilder von Joshua Reynolds, je zwei von John Hoppner und Henry Raeburn sowie ein Bild von Thomas Lawrence.

### Leihgaben
Neben den eigenen Beständen verwaltet die Gemäldegalerie auch eine große Anzahl von (oben nicht aufgeführten) Leihgaben, von denen die Bilder aus der Sammlung des Kaiser Friedrich-Museums-Vereins (Hans Baldung, François Boucher, Gerard Dou, Albrecht Dürer, Giotto di Bondone, Giovanni Antonio Guardi, Hans Memling, Rembrandt van Rijn, Peter Paul Rubens) den bedeutendsten Bestand ausmacht. Weitere bedeutende Leihgaben stammen aus der Streitschen Stiftung (Jacopo Amigoni, Canaletto), der der Kunstbibliothek gehörenden Sammlung Lipperheide (Wolf Huber), der Bundesrepublik Deutschland (Paris Bordone, Peter Paul Rubens, Sebastiano Ricci, Antoine Watteau), der Staatsbibliothek (Lucas Cranach d. Ä.).
Zusätzlich präsentiert die Galerie auch eine Reihe von Leihgaben ungenannter Privatsammler, die teilweise bereits seit vielen Jahren in der Schausammlung gezeigt werden. Besonders seit der Wiedereröffnung der Gemäldegalerie am Kulturforum, werden dort zahlreiche private Leihgaben ausgestellt, dazu gehören Werke von Hendrick ter Brugghen, Willem Pietersz. Buytewech, Jacob van Ruisdael, Adriaen van der Werff, Philips Wouwerman, Jean-Baptiste Pater und derzeit (Stand: 2008) mit einer Landschaft mit der Erscheinung Christi bei den Aposteln am See Genezareth auch eine frühe Tafel von Pieter Bruegel d. Ä.

### Präsentation im Bode-Museum

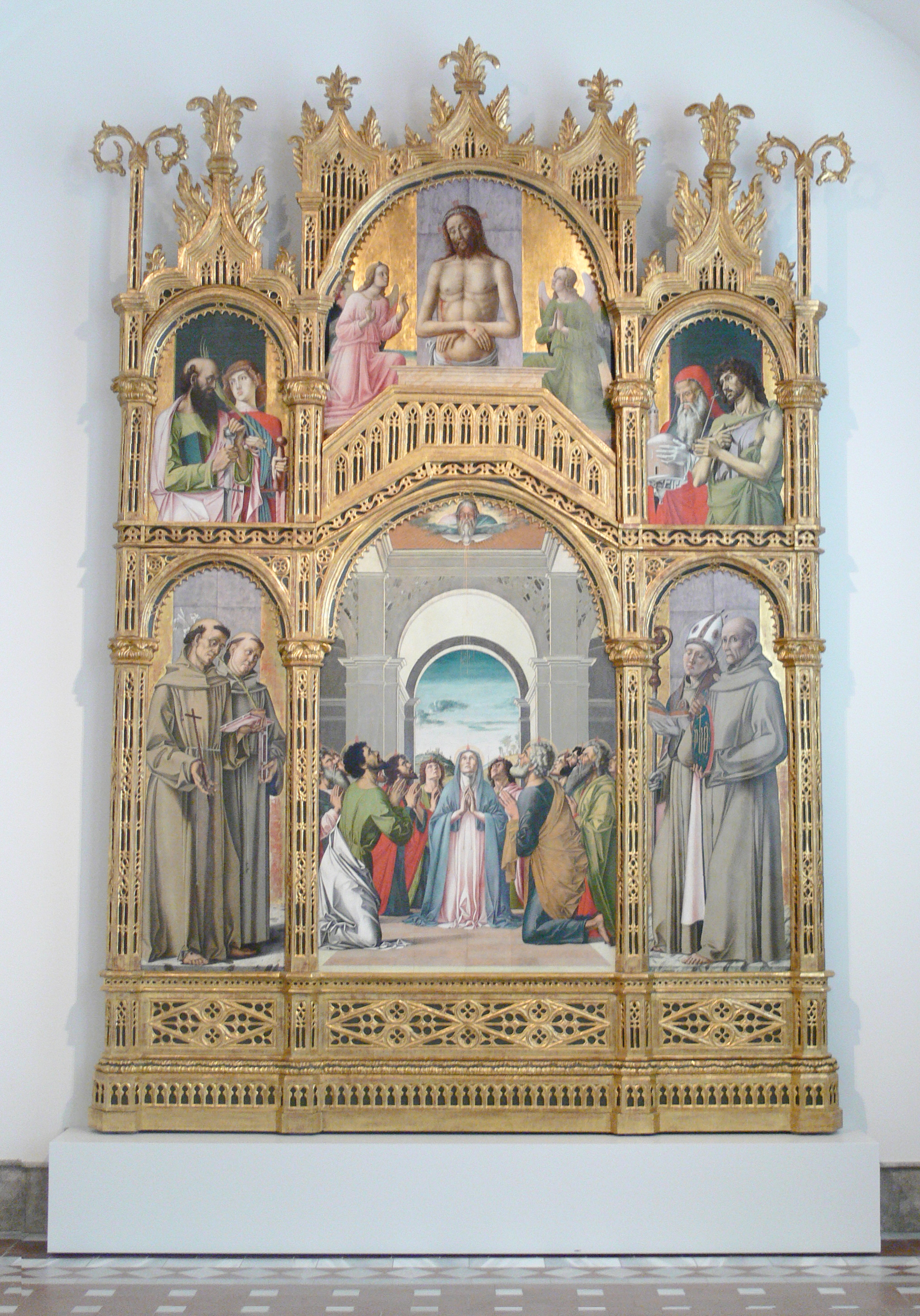
Alvise Vivarini: Pfingstaltar. Eines der im Bode-Museum ausgestellten Werke der Gemäldegalerie

Neben den ausgestellten Bildern am Kulturforum ist die Gemäldegalerie seit Oktober 2006 auch mit einer umfangreicheren Kollektion im Bode-Museum präsent. Die dort in der Dauerausstellung der Skulpturensammlung integrierten Werke bieten ebenfalls einen kleinen, wenn auch sehr lückenhaften Gesamtüberblick über die Geschichte der abendländischen Malerei. Dafür stellte die Sammlung mehrere, zuvor meist deponierte Bilder aus ihrem Gesamtbestand ab. Nur wenige Arbeiten waren vorher am Kulturforum in der Schau- und in der Studiensammlung zu sehen gewesen. Einige wurden für die Präsentation extra restauriert, darunter auch Bilder, die zur Schausammlung des Kaiser-Friedrich-Museums gehört hatten und seit 1939 nicht mehr öffentlich präsentiert worden waren.
Wie in der Hauptsammlung liegt auch hier der Schwerpunkt der Exponate auf der italienischen, altniederländischen und altdeutschen Malerei. Höhepunkt der Präsentation sind dabei die Tiepolo-Fresken aus der Villa Panigai, die vermutlich eine Gemeinschaftsarbeit von Giovanni Battista und Giovanni Domenico Tiepolo sind. Ihnen zur Seite stehen an italienischen Arbeiten eine Paolo Uccello zugeschriebene Maria mit dem Kinde, eine Beweinung Christi von Giovanni Bellini, der Pfingstaltar von Alvise Vivarini, der Herkules am Scheideweg von Niccolò Soggi, mehrere Bildnisse von Alessandro Allori, je eine Altartafel von Francesco Vecellio und Girolamo dai Libri, das Bildnis des Benedetto de’ Medici von Giorgio Vasari, Der Prophet Bileam auf der Reise von Luca Giordano und die Trunkenheit Noahs von Andrea Sacchi. An altniederländischer Malerei präsentiert die Sammlung vor allem Werke weniger bekannter oder anonymer Künstler, von denen der für seine Kopien nach großen Meistern bekannte Michiel Coxcie mit mehreren Werken präsent ist. Daneben findet man Arbeiten von Aelbert Bouts und Goswijn van der Weyden. Bedeutendste Arbeiten der altdeutschen Schule sind eine Adam-und-Eva-Tafel von Lucas Cranach d. Ä., zwei Bildnisse von Georg Pencz und ein Herrenbildnis von Joachim Martin Falbe. Bekanntere Maler anderer Schulen sind unter anderem Ferdinand Bol, Cornelis Cornelisz. van Haarlem und Hubert Robert.
Neben Bildern aus der eigenen Sammlung werden im Bode-Museum auch einige Gemälde aus dem Besitz des Kaiser Friedrich-Museums-Vereins ausgestellt.

## Sonderausstellungen und -präsentationen
| - Christliche Bildbetrachtungen (2. Januar 2002 – 31. Dezember 2002) - In Rembrandts Werkstatt. Der Meister in Original, Kopie und Studie (19. April 2002 – 21. Juli 2002) - „Bilder im Blickpunkt.“ Blick auf den Canal Grande – Venedig und die Sammlung des Berliner Kaufmanns Sigismund Streit (6. September 2002 – 9. Februar 2003) - „Bilder im Blickpunkt“. Schöne Rahmen – Aus den Beständen der Gemäldegalerie (15. November 2002 – 23. Februar 2003) - STATUA. Skulpturen zu Gast in der Gemäldegalerie (20. März 2003 – 26. Februar 2006) - Andorra Romànica. Katalanische und westeuropäische Wandmalereien des 12. Jahrhunderts (29. März 2003 – 31. August 2003) - Pracht und Pathos. Meisterwerke der Barockmalerei aus dem Palazzo Bianco in Genua (24. Oktober 2003 – 25. Januar 2004) - Flügelschlag. Engel in der Kunst (5. Dezember 2003 – 12. April 2004) - „Bilder im Blickpunkt.“ Antoine Pesne (1683-1757) – Die Werke des preußischen Hofmalers in der Gemäldegalerie (19. Dezember 2003 – 31. Mai 2004) - Tulpen und Frühblüher in der Gemäldegalerie (22. März 2005 – 16. Mai 2005) - David Schutter. Afterpaintings – Recollected Works from the Gemäldegalerie (1. Juni 2006 – 9. Juli 2006) - Rembrandt. Genie auf der Suche (4. August 2006 – 5. November 2006) - Albrecht Dürer: Zwei Schwestern (26. Januar 2007 – 25. März 2007) - Paris Bordons Berliner Altarbild im Kontext (5. April 2007 – 8. Juli 2007) - Ein Architekt rahmt Bilder. Karl Friedrich Schinkel und die Berliner Gemäldegalerie (4. Mai 2007 – 31. Juli 2007) - Arnold Dreyblatt. "The Wunderblock", 2000 (24. Juli 2007 – 29. Juli 2007) - Der Blick durch die Bilder: Alte Meister geröntgt (31. August 2007 – 2. Dezember 2007) - „Fantasie und Handwerk.“ Cennino Cennini und die Tradition der toskanischen Malerei von Giotto bis Lorenzo Monaco (10. Januar 2008 – 13. April 2008) - Raffaels Grazie – Michelangelos Furor. Sebastiano del Piombo (Venedig 1485 – Rom 1547) (28. Juni 2008 – 28. September 2008) - Rothko / Giotto (6. Februar 2009 – 3. Mai 2009) - Hommage an Caravaggio 1610/2010 (12. November 2010 – 1. Mai 2011) - Lichtgefüge. Parcours der Lichtmalerei (8. März 2011 – 8. Mai 2011) - Eleganz und raue Sitten. Cornelis Bega – Ein Haarlemer Maler des 17. Jahrhunderts (29. Juni 2012 – 30. September 2012) - Goldene Leisten. Schinkel rahmt Bilder (4. September 2012 – 6. Januar 2013) - Ave Eva. Ein wiederentdecktes Hauptwerk des Renaissancemeisters Guillaume de Marcillat (8. Dezember 2013 – 11. Mai 2014) - Der Genter Altar der Brüder van Eyck in Berlin. 1820–1920 (4. September 2014 – 26. April 2015) - Pop up Cranach. Alice – Museum für Kinder bei den Alten Meistern (26. September 2014 – 12. April 2015) - Rembrandts Berliner Susanna und die beiden Alten. Die Schaffung eines Meisterwerks (3. März 2015 – 31. Mai 2015) - Hanns Kunitzberger zu Gast in der Gemäldegalerie (5. Mai 2015 – 31. Juli 2016) - The Botticelli Renaissance (24. September 2015 – 24. Januar 2016) - El Siglo de Oro. Die Ära Velázquez (1. Juli 2016 – 30. Oktober 2016) - Hieronymus Bosch und seine Bilderwelt im 16. und 17. Jahrhundert (11. November 2016 – 19. März 2017) - Im neuen Licht. Werke in der Wandelhalle (17. Mai 2017 – 31. Dezember 2018) - Jean Fouquet. Das Diptychon von Melun (15. September 2017 – 7. Januar 2018) - Bellini plus. Forschung und Restaurierung (14. Oktober 2018 – 21. Juli 2019) - Mantegna und Bellini. Meister der Renaissance (1. März 2019 – 30. Juni 2019) - Schilder einer Ausstellung. Bildbeschriftungen der Gemäldegalerie von 1830 bis heute (2. Juli 2019 – 29. September 2019) - Anthony Caro. The Last Judgement Sculpture der Sammlung Würth (20. Dezember 2019 – 1. November 2020) - Zwischen Kosmos und Pathos. Berliner Werke aus Aby Warburgs Bilderatlas Mnemosyne (8. August 2020 – 1. November 2020) - Die Sammlung Solly 1821 – 2021. Vom Bilder-"Chaos" zur Gemäldegalerie (3. November 2021 – 30. Januar 2022) - Anna Dorothea Therbusch. Eine Berliner Künstlerin der Aufklärungszeit (3. Dezember 2021 – 10. April 2022) - David Hockney - Landschaften im Dialog. Die „Vier Jahreszeiten“ der Sammlung Würth zu Gast in Berlin (9. April 2022 – 10. Juli 2022) - Jeden Tag im Museum. Aufsichten präsentieren ihre Lieblingswerke (17. Juni 2022 – 8. Januar 2023) - Donatello. Erfinder der Renaissance (2. September 2022 – 8. Januar 2023) - Vision Seemacht. Ein Marinestück für den großen Kurfürsten (2. Dezember 2022 – 16. April 2023) - Hugo van der Goes. Zwischen Schmerz und Seligkeit (31. März 2023 – 16. Juli 2023) - Zoom auf van Eyck. Meisterwerke im Detail (20. Oktober 2023 – 3. März 2024) - Lee Ufan meets Rembrandt (27. Oktober 2023 – 28. April 2023) - Auftakt. Von Odessa nach Berlin. Europäische Malerei des 16. bis 19. Jahrhunderts (13. Februar 2024 – 28. April 2024) - Die Schenkung Leidner. Norditalienische Malerei des 17. Jahrhunderts (18. April 2024 – 24. November 2024) - Vom Canal Grande an die Spree. Die Streitsche Stiftung für das Graue Kloster (28. Juni 2024 – 29. September 2024) - Frans Hals. Meister des Augenblicks (12. Juli 2024 – 3. November 2024) - Von Odesa nach Berlin. Europäische Malerei des 16. bis 19. Jahrhunderts (24. Januar 2025 – 22. Juni 2025) - Mode trifft Meisterwerke. Der Berliner Salon in der Gemäldegalerie. Ganze Dauerausstellung (4. Februar 2025 – 23. Februar 2025) |

## Filme
- Gemäldegalerie, Berlin (= Museums-Check. Folge 84). Reportage, 30 Min., Moderation: Markus Brock, Produktion: 3sat. Erstausstrahlung: 17. Dezember 2023.[69]